# Liste der Baudenkmale in Jüterbog
In der Liste der Baudenkmale in Jüterbog sind alle Baudenkmale der brandenburgischen Stadt Jüterbog und ihrer Ortsteile aufgelistet. Grundlage ist die Veröffentlichung der Landesdenkmalliste mit dem Stand vom 31. Dezember 2022.

## Legende
In den Spalten befinden sich folgende Informationen:
- ID-Nr.: Die Nummer wird vom Brandenburgischen Landesamt für Denkmalpflege vergeben. Ein Link hinter der Nummer führt zum Eintrag über das Denkmal in der Denkmaldatenbank. In dieser Spalte kann sich zusätzlich das Wort Wikidata befinden, der entsprechende Link führt zu Angaben zu diesem Denkmal bei Wikidata.
- Lage: die Adresse des Denkmales und die geographischen Koordinaten. Link zu einem Kartenansichtstool, um Koordinaten zu setzen. In der Kartenansicht sind Denkmale ohne Koordinaten mit einem roten beziehungsweise orangen Marker dargestellt und können in der Karte gesetzt werden. Denkmale ohne Bild sind mit einem blauen bzw. roten Marker gekennzeichnet, Denkmale mit Bild mit einem grünen beziehungsweise orangen Marker.
- Bezeichnung: Bezeichnung in den offiziellen Listen des Brandenburgischen Landesamtes für Denkmalpflege. Ein Link hinter der Bezeichnung führt zum Wikipedia-Artikel über das Denkmal.
- Beschreibung: die Beschreibung des Denkmales
- Bild: ein Bild des Denkmales und gegebenenfalls einen Link zu weiteren Fotos des Baudenkmals im Medienarchiv Wikimedia Commons

## Baudenkmale

### Über die Gemeindegrenzen hinaus
| ID-Nr.                            | Lage            | Bezeichnung                            | Beschreibung | Bild                                   |
| --------------------------------- | --------------- | -------------------------------------- | --- | -------------------------------------- |
| 09105929                          | (Lage)          | Königlich Preußische Militär-Eisenbahn | Die KPME führte vom Berliner Militärbahnhof über Zossen nach Jüterbog. Die erhaltenen Anlagen der Bahn sind in Gänze denkmalgeschützt. Zu den explizit in der Denkmalbeschreibung genannten Objekten zählen im Stadtgebiet von Jüterbog das Empfangsgebäude und der Güterschuppen des Bahnhofs Werder b Jüterbog und der Militärbahnhof in Jüterbog mit Empfangsgebäude, Lokschuppen, Toiletten- und Wohnhaus. | Königlich Preußische Militär-Eisenbahn |
| 09107116 Teilobjekt zu: 09105929  | (Lage)          | Bahnhofsempfangsgebäude                | Endpunkt der KPME war der Militärbahnhof Jüterbog nördlich des eigentlichen Bahnhofs Jüterbog. Hier sind Empfangsgebäude, Toilettenhäuschen, ein Lagerhaus, ein Wohnhaus und der Güterschuppen denkmalgeschützt. Die Bauten entstanden um das Jahr 1896. Der Militärbahnhof wurde bis Ende des Ersten Weltkriegs als solcher genutzt.                                                                          | weitere Bilder                         |
| 09107124 Teilobjekt zu: 09105929  | Jüterbog (Lage) | Toilettenhaus                          | | Toilettenhaus                          |
| 09107125 Teilobjekt zu: 09105929  | Jüterbog (Lage) | Wohnhaus                               | | Wohnhaus                               |
| 09107126 Teilobjekt zu: 09105929  | Jüterbog (Lage) | Lokomotivschuppen                      | | Lokomotivschuppen                      |
| 09107115 Teilobjekt zu: 09105929  | Werder (Lage)   | Bahnhofsempfangsgebäude                | Der Bahnhof Werder b Jüterbog liegt außerhalb der sonstigen Bebauung des Ortsteils Werder. Das Empfangsgebäude ist ein zweigeschossiger, der Güterschuppen ein eingeschossiger Bau aus gelben Ziegeln aus dem Jahr 1896. | weitere Bilder                         |
| 091076026 Teilobjekt zu: 09105929 | Werder (Lage)   | Güterschuppen                          | Der Güterschuppen ist ein eingeschossiger Bau aus gelben Ziegeln aus dem Jahr 1896 auf der Nordostseite des Bahnhofsgebäudes. | BW                                     |

### Forst Zinna
Forst Zinna ist ein Militärareal nördlich Jüterbogs. Anfang der 1930er Jahre entstand hier bereits das „Adolf-Hitler-Lager“ und ein Proviantlager. Militärisch genutzt wurde das Gebiet ab 1935. Nach dem Zweiten Weltkrieg übernahm die sowjetischen Truppen das Gebiet. Am 19. Januar 1988 starben beim Eisenbahnunfall von Forst Zinna sechs Menschen, 33 wurden verletzt.
| ID-Nr.                           | Lage               | Bezeichnung                                                                                              | Beschreibung | Bild               |
| -------------------------------- | ------------------ | --- | --- | ------------------ |
| 09105823                         | Forst Zinna (Lage) | Proviantlager, bestehend aus zwei Speichergebäuden, einer Scheune, einem Wohnhaus und einem Pförtnerhaus | Das Proviantlager ist Teil eines alten Militärlagers. Angelegt wurde es von 1935 bis 1938. Nach dem Zweiten Weltkrieg übernahm die sowjetische Armee das Lager. Die Anlage liegt in einem Waldgebiet. Zu ihr gehören Wohngebäude, Baracken, Verwaltungsgebäude sowie ein Kulturhaus und eine Kantine. | BW                 |
| 09107065 Teilobjekt zu: 09105823 | Forst Zinna ()     | Speicher                                                                                                 | | ein Bild hochladen |
| 09107066 Teilobjekt zu: 09105823 | Forst Zinna ()     | Wohnhaus & Verwaltungsgebäude                                                                            | | ein Bild hochladen |
| 09107067 Teilobjekt zu: 09105823 | Forst Zinna ()     | Pförtnerhaus                                                                                             | | ein Bild hochladen |
| 09106215 Teilobjekt zu: 09105823 | Forst Zinna ()     | Scheune                                                                                                  | | ein Bild hochladen |

### Fröhden
Das Angerdorf wurde wahrscheinlich Mitte des 13. Jahrhunderts angelegt. In der Umgebung gibt es mehrere Dörfer aus der gleichen Zeit, die aber im 14. Jahrhundert wieder wüst fielen wie Zippeldorf und Dalem. Im Dreißigjährigen Krieg starben alle Einwohner des Dorfes, es wurde ab 1665 wieder besiedelt. Von 1900 bis 1963 hatte Fröden Anschluss an die Jüterbog-Luckenwalder Kreiskleinbahnen.
| ID-Nr.                           | Lage   | Bezeichnung | Beschreibung | Bild           |
| -------------------------------- | ------ | ----------- | --- | -------------- |
| 09105145                         | (Lage) | Dorfkirche  | Die evangelische Dorfkirche stammt ursprünglich vom Anfang des 14. Jahrhunderts, der Turm wurde im 15. Jahrhundert errichtet. Im Inneren befindet sich ein Altaraufsatz aus dem von 1760; aus der gleichen Zeit stammt die Taufe. Der Orgelprospekt ist 1856 gebaut worden. | weitere Bilder |
| 09106174 Teilobjekt zu: 09105145 | (Lage) | Orgel       | Die Orgel wird auf das Jahr 1856 datiert. | Orgel          |

### Grüna
Das Dorf ist wahrscheinlich im 12. Jahrhundert entstanden. Grüna war ein Klosterdorf und gehörte zum Kloster Zinna, ab 1553 zum Amt Zinna. 1642 brannte das Dorf ab, es wurde aber wieder aufgebaut. Im Jahre 1841 wurde die Bahnlinie eröffnet, Grüna erhielt einen Bahnhof an dieser Strecke. 1870 wurde Grüna von einem Feuer vollständig zerstört.
| ID-Nr.                           | Lage                     | Bezeichnung | Beschreibung | Bild           |
| -------------------------------- | ------------------------ | ----------- | --- | -------------- |
| 09105320                         | Auf dem Dorfplatz (Lage) | Dorfkirche  | Die evangelische Dorfkirche wurde in den Jahren 1873 bis 1874 im neugotischen Stil errichtet. Die alte Kirche war 1870 abgebrannt. Die Ausstattung im Inneren stammt aus der Bauzeit. | weitere Bilder |
| 09106147 Teilobjekt zu: 09105320 | Auf dem Dorfplatz (Lage) | Orgel       | | BW             |
| 09106148 Teilobjekt zu: 09105320 | Auf dem Dorfplatz (Lage) | Glocke      | Die Glocke wurde einer Inschrift nach im Jahre 1854 gegossen. | BW             |
| 09106149 Teilobjekt zu: 09105320 | Auf dem Dorfplatz (Lage) | Glocke      | Die Glocke wurde einer Inschrift nach im Jahre 1926 gegossen. | BW             |
| 09106176 Teilobjekt zu: 09105320 | Auf dem Dorfplatz (Lage) | Glocke      | Die Glocke wurde einer Inschrift nach im 15. Jahrhundert gegossen. | BW             |

### Jüterbog
Der Ort Jüterbog wird das erste Mal im Jahre 1007 erwähnt. 1161 wird eine Burg erwähnt, 1173 entsteht die Liebfrauenkirche. Das Stadtrecht wurde Jüterbog im Jahre 1174 verliehen, damit entstand die jetzige Altstadt. Östlich von Jüterbog wird Neumarkt gegründet, dieses wird 1218 zum ersten Mal erwähnt. Im 14. und 15. Jahrhundert wachsen vor den Stadttoren die Vorstädte Zinaer Vorstadt, Vorstadt Neumarkt und Dammvorstadt. Die weitere Erweiterung der Stadt wurde mit der Ansiedlung des Militärs im 19. und 20. Jahrhundert fortgesetzt.
| ID-Nr.                            | Lage | Bezeichnung | Beschreibung | Bild |
| --------------------------------- | --- | --- | --- | --- |
| 09105085                          | (Lage) | Altstadt Jüterbog innerhalb des mittelalterlichen Mauerrings mit Stadtsilhouette von Süden | Die Altstadt ist der Stadtkern von Jüterbog und liegt innerhalb der mittelalterlichen Befestigung. Die Stadt erhielt 1174 das Stadtrecht. Fertig gebaut wurde die Altstadt in der zweiten Hälfte des 13. Jahrhunderts. | Altstadt Jüterbog innerhalb des mittelalterlichen Mauerrings mit Stadtsilhouette von Süden |
| 09105087                          | (Lage) | Mittelalterliche Stadtbefestigung, mit Dammtor, Zinnaer Tor, Neumarkter Tor, Mauerresten, Weichhäusern und Wehrtürmen | Die Stadtbefestigung wurde ab dem 14. Jahrhundert errichtet. Sie schützte die Altstadt. Die Befestigung bestand aus einer Mauer (nur noch in Resten vorhanden) und drei Toranlagen: Dammtor, Zinnaer Tor und Neumarkttor. An jedem Tor hing eine Tafel und eine Keule. Auf der Tafel stand: Wer seinen Kindern gibt das Brot und leidet nachmals selber Not, den schlage man mit der Keule tot. | weitere Bilder |
| 09106561 Teilobjekt zu: 09105087  | (Lage) | Stadttor | Das Dammtor wird auf 1301/1315 datiert. | weitere Bilder |
| 09106562 Teilobjekt zu: 09105087  | (Lage) | Wehrturm und Stadttor | Das Neumarkttor wird auf 1301/1315 datiert. | weitere Bilder |
| 09106563 Teilobjekt zu: 09105087  | (Lage) | Stadttor | Das Zinnaer Tor wird auf 1301/1315 datiert. | weitere Bilder |
| 09106564 Teilobjekt zu: 09105087  | (Lage) | Wehrturm | | Wehrturm |
| 09105093                          | (Lage) | Jüterbog-Damm mit mittelalterlicher Burgstelle | Der Stadtteil Damm ist der älteste Stadtteil Jüterbogs. Hier stand auch früher die Burg, von der ist allerdings nichts mehr vorhanden. Heute ist Damm ein Ortsteil westlich der Altstadt, mit der Liebfrauenkirche. | Jüterbog-Damm mit mittelalterlicher Burgstelle |
| 09105007                          | Nikolaikirchplatz (Lage)                                                                                      | Stadtkirche St. Nikolai | Die Stadtkirche St. Nikolai ist eine dreischiffige Kirche. Der Ursprung der Kirche ist unbekannt, wahrscheinlich stammt die Kirche aus der Zeit um 1221. Im 15. Jahrhundert wurde die Kirche erweitert. Renovierungen fanden im 19. und 20. Jahrhundert statt. | weitere Bilder |
| 09106507 Teilobjekt zu: 09105007  | Nikolaikirchplatz (Lage)                                                                                      | Anbau | Der Anbau befindet sich an der Südseite der Kirche und ist datiert auf etwa 1440. | Anbau |
| 09106508 Teilobjekt zu: 09105007  | Nikolaikirchplatz (Lage)                                                                                      | Anbau | Der Anbau befindet sich an der Nordseite der Kirche. Er ist datiert auf 1486/1500. | Anbau |
| 09106136 Teilobjekt zu: 09105007  | Nikolaikirchplatz (Lage)                                                                                      | Glocke | Laut einer Inschrift wurde die Glocke 1495 gegossen. Die Inschrift lautet: Osanna hais ich, Jesu Christo, Mariä, Nikolao dien ich. Anno domni 1495. | BW |
| 09106137 Teilobjekt zu: 09105007  | Nikolaikirchplatz (Lage)                                                                                      | Glocke | Die Glocke wird auf die Zeit um 1300 datiert. | BW |
| 09106138 Teilobjekt zu: 09105007  | Nikolaikirchplatz (Lage)                                                                                      | Glocke | | BW |
| 09106165 Teilobjekt zu: 09105007  | Nikolaikirchplatz (Lage)                                                                                      | Orgel | | Orgel |
| 09106166 Teilobjekt zu: 09105007  | Nikolaikirchplatz (Lage)                                                                                      | Orgelpositiv | Das Orgelpositiv befindet sich im Erdgeschoss des Anbaues im Norden der Kirche. Datiert wird das Orgelpositiv auf die Zeit von 1551 bis 1560. Im Jahre 1929 wurde das Orgelpositiv von der Firma Sauer umgebaut. | Orgelpositiv |
| 09105073 Wikidata                 | (Lage) | Kriegerdenkmal, auf dem Nikolaikirchhof | Die Planung für das Kriegerdenkmal begannen im Jahre 1921, erbaut wurde es 1923. Auf einem ovalen Grundriss stehen Säulen mit Rundbogenarkaden. In der Mitte befindet sich ein steiner Kenotaph. | weitere Bilder |
| 09105341                          | (Lage) | Franziskanerkirche (Mönchenkirche) | Die ehemalige Klosteranlage, die Mönchenkirche ist der erhaltene Teil, liegt im Nordwesten der Altstadt. Urkundlich erwähnt ist das Kloster seit 1483. Der Baubeginn der Kirche erfolgte um 1490 bis 1500. Im Jahre 1564 wurde die Kirche Pfarrkirche. Um das Jahr 1970 wurde die Kirche aufgeben, 1980 übernahm die Stadt das Gebäude und baute sie als Bibliothek und Theatersaal aus. | weitere Bilder |
| 09105342                          | (Lage) | Franziskaner-Klostergebäude | Von den ehemals vier Flügeln ist noch ein Flügel, der Ostflügel erhalten. Der Flügel liegt nördlich der Kirche. Entstanden ist das Kloster um 1490. Von 1862 bis 1863 wurde anstelle des Nordflügels eine Schule gebaut. | Franziskaner-Klostergebäude |
| 09106275 Teilobjekt zu: 09105342  | Mönchenstraße (Lage)                                                                                          | Schule | Die Nordseite des Kreuzhofes ersetzt ein schlicht gehaltener Ziegel-Schulbau (zweigeschossig, Satteldach) über mittelalterlichen Resten. Datiert auf 1863. | Schule |
| 09105661                          | (Lage) | Wasserturm, auf den Fuchsbergen | Der Wasserturm wurde gemeinsam mit dem Wasserwerk 1914 errichtet. Anfang des 21. Jahrhunderts erfolgte eine Sanierung. | weitere Bilder |
| 09105706                          | (Lage) | Wasserturm, westlich des Neuheimer Wegs auf dem Bahnbetriebswerk | | Wasserturm, westlich des Neuheimer Wegs auf dem Bahnbetriebswerk |
| 09105774                          | Am Bahnhof (Lage)                                                                                             | Empfangsgebäude des Bahnhofs | Das Empfangsgebäude des Bahnhofs Jüterbog entstand in den Jahren 1840/1841. Der Bahnhof lag an der ersten Ferneisenbahn Preußens von Berlin nach Jüterbog. Im Jahr 1874 wurde das Gebäude erweitert und 1896 erneut umgebaut. | weitere Bilder |
| 09105753                          | Am Bahnhof 1 (Lage)                                                                                           | „Gasthaus zur Frischen Quelle“ | Auf dem Gelände befand sich von 1840 bis 1898 eine Ziegelei. Das heutige Gebäude wurde von 1906 bis 1908 erbaut als „Gasthaus Zur frischen Quelle“. Ab dem Jahre 1938 hieß das Haus Hotel Schüler. Das Eckhaus mit zwei Geschoss ist betont durch ein Eckhaus mit Balkon und ein Mansarddach. | „Gasthaus zur Frischen Quelle“ |
| 09105752                          | Am Bahnhof 2 (Lage)                                                                                           | Niederlassung der Schultheiss-Brauerei, mit Wohn- und Verwaltungsgebäude, Pferdestall, Lagergebäude und Eiskeller | Das Haus wurde im Jahre 1898 durch die Schultheiss-Brauerei auf dem Gebiet einer Ziegelei gebaut. Ab 1945 war dort die VEB-Brauerei Dessau, Niederlassung Jüterbog beheimatet. Das Haus ist ein Sichtziegelbau mit einem flachen Walmdach. Die Architektur ist vergleichbar mit anderen Bauten der Schultheiß-Brauerei, zum Beispiel der heutigen Kulturbrauerei in Berlin-Prenzlauer Berg und der Brauerei in Berlin-Kreuzberg. | Niederlassung der Schultheiss-Brauerei, mit Wohn- und Verwaltungsgebäude, Pferdestall, Lagergebäude und Eiskeller |
| 09106973 Teilobjekt zu: 09105752  | Am Bahnhof 2 (Lage)                                                                                           | Wohnhaus & Verwaltungsgebäude | Zweigeschossiger Ziegelbau, flaches Walmdach. Datiert auf 1898. | Wohnhaus & Verwaltungsgebäude |
| 09106974 Teilobjekt zu: 09105752  | Am Bahnhof 2 (Lage)                                                                                           | Pferdestall | Der Pferdestall begrenzt den Hof auf der rechten Seite. Zweigeschossiger Ziegelbau, Pultdach. Datiert auf 1898. | Pferdestall |
| 09106975 Teilobjekt zu: 09105752  | Am Bahnhof 2 (Lage)                                                                                           | Lagergebäude | Das Lagerhaus begrenzt den Hof ebenfalls auf der rechten Seite. Eingeschossiger Ziegelbau, leichtes Pultdach. Datiert auf 1898. | Lagergebäude |
| 09106976 Teilobjekt zu: 09105752  | Am Bahnhof 2 (Lage)                                                                                           | Eiskeller | Der Eiskeller, in Ziegelbauweise, schließt unmittelbar an das Lagerhaus an. Datiert auf 1898. | BW |
| 09105089                          | Am Dammtor (Lage)                                                                                             | Sowjetischer Ehrenfriedhof | Der Ehrenfriedhof wurde 1945 angelegt. Er besteht aus zwei Teilen und befindet sich zwischen dem Amtshaus und dem Neuen Kreishaus und direkt angrenzend auf dem Dammfriedhof an der Stadtkirche St. Marien. Auf dem unteren Teil des Ehrenfriedhofes befindet sich an der nördlichen Seite ein Ehrenmal. | Sowjetischer Ehrenfriedhof |
| 09105345                          | Am Dammtor (Lage)                                                                                             | Stadtkirche St. Marien (Liebfrauenkirche) | Die Pfarrkirche St. Marien liegt im Stadtteil Damm. Erbaut wurde die Kirche in der zweiten Hälfte des 12. Jahrhunderts, dabei ist nicht klar, ob Reste dieser Kirche noch vorhanden sind. Die heutige Kirche stammt zum größten Teil aus dem 13. Jahrhundert. Im Inneren befindet sich ein Hochaltar, die Sandsteinplatte stammt aus dem 13. Jahrhundert. Die Orgel wurde 1737 aufgestellt und ist fast vollständig erhalten. Die große Bronzeglocke wurde 1471 gegossen, ebenso stammt eine kleine Bronzeglocke aus diesem Jahr.                                                                                              | weitere Bilder |
| 09106139 Teilobjekt zu: 09105345  | Am Dammtor ()                                                                                                 | Glocke | | ein Bild hochladen |
| 09106140 Teilobjekt zu: 09105345  | Am Dammtor ()                                                                                                 | Glocke | | ein Bild hochladen |
| 09106141 Teilobjekt zu: 09105345  | Am Dammtor ()                                                                                                 | Glocke | | ein Bild hochladen |
| 09106142 Teilobjekt zu: 09105345  | Am Dammtor ()                                                                                                 | Glocke | | ein Bild hochladen |
| 09106169 Teilobjekt zu: 09105345  | Am Dammtor (Lage)                                                                                             | Orgel | Orgelbauer Joachim Wagner. Datiert auf 1737. | Orgel |
| 09105931                          | Am Dammtor 16 (Lage)                                                                                          | Zisterzienserinnen-Klostergebäude mit Amtshaus und Kreisverwaltung sowie Einfriedung | Im Jahre 1282 wurde das Kloster von 13 Ordensschwestern des Lorenzklosters aus der Magdeburger Neustadt gegründet. Von den mittelalterlichen Gebäuden ist nur der Nordflügel erhalten. | Zisterzienserinnen-Klostergebäude mit Amtshaus und Kreisverwaltung sowie Einfriedung |
| 09106217 Teilobjekt zu: 09105931  | Am Dammtor 16 (Lage)                                                                                          | Amtshaus | Am östlichen Vorplatz liegend. Das Amtshaus (zweigeschossig mit Walmdach) bildet den westlichen Abschluss des ehemaligen Klosters zur Stadt hin. Vorher stand hier die Propstei des Klosters. Datiert auf 1699/1700. | Amtshaus |
| 09106216 Teilobjekt zu: 09105931  | Am Dammtor 16 (Lage)                                                                                          | Verwaltungsgebäude | Dreigeschossiger Backstein-Flügel mit Walmdach, zwischen Klausur-Nordflügel und Amtsgebäude (westlich daran anschließend) liegend. Datiert auf 1896/1897. | Verwaltungsgebäude |
| 09105166                          | Am Dammtor 23 (Lage)                                                                                          | Stallgebäude mit Oberlaube | Das Stallgebäude ist Anfang des 19. Jahrhunderts entstanden. Es ist von der Straße nicht einsehbar. | Stallgebäude mit Oberlaube |
| 09105643                          | Am Pulverhaus 2 (Lage)                                                                                        | Villa mit Wirtschafts-, Stall und Remisengebäude | Erbaut wurde die Villa und die Nebengebäude von 1898 bis 1900. Es ist ein eingeschossiges Gebäude aus gelben Ziegeln. An einer Ecke befindet sich ein zweigeschossiger Turm mit einem Dachhelm. | Villa mit Wirtschafts-, Stall und Remisengebäude |
| 09106811 Teilobjekt zu: 09105643  | Am Pulverhaus 2 (Lage)                                                                                        | Wirtschaftsgebäude | Die Hofseite westlich abschließend. Gelber Ziegelbau, eingeschossig, Satteldach. Im Vergleich zur Villa schlichtere Gestaltung. Ursprünglich erfüllten dies Gebäude anderweitige Funktionen. Datiert auf 1899. Der Umbau zu Wohnungen erfolgte 1936. | Wirtschaftsgebäude |
| 09106812 Teilobjekt zu: 09105643  | Am Pulverhaus 2 (Lage)                                                                                        | Einfriedung | Erhalten sind nur noch die gelben Ziegelpfosten und das schmiedeeiserne Tor. Datiert auf 1898-1900. | Einfriedung |
| 09106813 Teilobjekt zu: 09105643  | Am Pulverhaus 2 (Lage)                                                                                        | Stall & Remise | Im Norden hinter der Villa liegend, eingeschossig. Den Abschluss des Hofes im Norden bildet eine natürliche Hanglage. Dies wurde in die Gesamtkonzeption mit aufgenommen. Stall und Remise sind in den Hang hineingearbeitet (hier sieht man die Tore der Remise, der Stall schließt sich rechts davon an). Datiert auf 1899. | Stall & Remise |
| 09105583                          | Am Wasserwerk (Lage)                                                                                          | Wasserwerk einschließlich Transformatorenhaus | Das Wasserwerk wurde von 1913 bis 1916 erbaut, von 1957 bis 1958 wurde es um einen Anbau erweitert. Es ist ein eingeschossiger Putz-Ziegel-Bau mit einem Walmdach und einem kreuzförmigen Grundriss. Auf dem Walmdach befindet sich in der Mitte ein Dachreiter. Die Fassade ist durch rote Lisenen gegliedert. Rechts hinter der Einfahrt befindet sich das Trafohäuschen. | Wasserwerk einschließlich Transformatorenhaus |
| 09105369                          | An den Anlagen (Lage)                                                                                         | Parkanlage | Die Parkanlage ist dreieckig und wird von den Straßen Galgenberg, Zinnaer Vorstadt und An den Anlagen begrenzt. Der Park wurde ab 1840 gestaltet, ein Teich wurde 1876 zugeschüttet. In den Jahren 1928/1929 wurde der Park umgestaltet. | Parkanlage |
| 09106715 Teilobjekt zu: 09105369  | An den Anlagen (Lage)                                                                                         | Gedenkstein | Der Gedenkstein in schlichter Ausarbeitung ist dem Begründer des Stadtparkes H. Estrich gewidmet und befindet sich im südlichen Teil des Parkes. Datiert auf 1889. | Gedenkstein |
| 09105751                          | An den Anlagen 2 (Lage)                                                                                       | Gartenlokal „Hagens Garten“, bestehend aus Gasthaus, Veranda, Kegelbahn und Freisitzbereich | Das Gartenlokal wurde wahrscheinlich in den 1870er Jahren erbaut, allerdings wurde es in der Zeit mehrmals umgebaut. Es ist ein eingeschossiger Bau mit einem flachen Satteldach mit einem Dreppelgeschoss. In der Mitte des Hauses (hier ist auch der Eingang) befindet sich ein Risalit über zwei Geschosse. | Gartenlokal „Hagens Garten“, bestehend aus Gasthaus, Veranda, Kegelbahn und Freisitzbereich |
| 09106198 Teilobjekt zu: 09105751  | An den Anlagen 2 (Lage)                                                                                       | Kegelbahn | Das Kegelbahn-Gebäude (eingeschossiger niedriger Ziegelbau, Satteldach), ursprünglich den Freizeitbereich auf der rechten Seite abschließend, existiert nicht mehr (Stand 5. Mai 2024). | BW |
| 09106971 Teilobjekt zu: 09105751  | An den Anlagen 2 (Lage)                                                                                       | Gasthaus | Langgestreckter eingeschossiger Ziegelbau, flaches Satteldach. Datiert auf 1870er Jahre. Derzeit sehr stark beschädigt und einsturzgefährdet (Stand 5. Mai 2024). | Gasthaus |
| 09106972 Teilobjekt zu: 09105751  | An den Anlagen 2 (Lage)                                                                                       | Kaffeegarten | Kaffeegarten mit links befindlicher Veranda mit flachem Pultdach. | Kaffeegarten |
| 09105364                          | Birkenweg/Neuheimer Weg (Lage)                                                                                | Franzosenfriedhof (1813) | Der Friedhof wurde nach dem Deutsch-Französischen Krieg 1870/1871 errichtet. Hier wurden französische Kriegsgefangene beerdigt. Heute ist der Friedhof eine einfache Rasenfläche mit Hecke. Auf dem Friedhof befindet sich ein Gedenkstein für die französischen Kriegsgefangenen. Dieser wurde 1871 vom französischen Staat aufgestellt. Weiter befindet sich ein Gedenkstein für die Schlacht bei Dennewitz auf dem Friedhof. Der Stein wurde 1883 aufgestellt. | weitere Bilder |
| 09105347                          | Bleichhag 6 (Lage)                                                                                            | Wohnhaus Dr. Estrich | Das Wohnhaus Dr. Estrich wurde 1929 bis 1930 erbaut. Es wurde von dem Architekten Konrad Wachsmann entworfen und war als Wohn- und Arztpraxishaus für Emmy und Dr. Georg Estrich konzipiert. Es ist ein zweigeschossiges Haus mit einem Zeltdach. Im Osten befindet sich ein Anbau mit einem Flachdach, hier befindet sich eine Garage. | weitere Bilder |
| 09105664                          | Dennewitzer Straße (Lage)                                                                                     | Fliegerhorst Jüterbog-Damm, bestehend aus flug- und technischem Bereich mit Werfthalle, zwei Flugzeughallen, Arbeitshalle, Lagerhaus, Ölhaus, Startgebäude II, Stromzentrale, Schirrmeisterei, Halle für Motorenbau, Kohlenlager, Garagen, Tankstelle, Flugleitgebäude (Ruine), Feuerwehr sowie Unterkunftsbereich mit Verwaltungs- und Lehrgebäude, Wirtschaftsgebäude, Telefonzentrale, Lazarett, Wohnhaus, Unterkunfts- und Stabsgebäude, drei Wohngebäuden, Unterkunftsgebäude, Offizierskasino, Lehrerhaus und Lehrerheim, Wohnhaus, Kino, Gebäude für das Fliegerpersonal, Wohnhaus, Pförtnerhaus | Der Fliegerhorst befindet sich an der Dennewitzer Straße. | Fliegerhorst Jüterbog-Damm, bestehend aus flug- und technischem Bereich mit Werfthalle, zwei Flugzeughallen, Arbeitshalle, Lagerhaus, Ölhaus, Startgebäude II, Stromzentrale, Schirrmeisterei, Halle für Motorenbau, Kohlenlager, Garagen, Tankstelle, Flugleitgebäude (Ruine), Feuerwehr sowie Unterkunftsbereich mit Verwaltungs- und Lehrgebäude, Wirtschaftsgebäude, Telefonzentrale, Lazarett, Wohnhaus, Unterkunfts- und Stabsgebäude, drei Wohngebäuden, Unterkunftsgebäude, Offizierskasino, Lehrerhaus und Lehrerheim, Wohnhaus, Kino, Gebäude für das Fliegerpersonal, Wohnhaus, Pförtnerhaus |
| 09106823 Teilobjekt zu: 09105664  | Dennewitzer Straße ()                                                                                         | Werfthalle | Gebäude Nr. I | ein Bild hochladen |
| 09106824 Teilobjekt zu: 09105664  | Dennewitzer Straße ()                                                                                         | Flugzeughangar | Gebäude Nr. II & Gebäude Nr. III & Gebäude Nr. IV | ein Bild hochladen |
| 09106825 Teilobjekt zu: 09105664  | Dennewitzer Straße ()                                                                                         | Lagerhalle | Gebäude Nr. V | ein Bild hochladen |
| 09106826 Teilobjekt zu: 09105664  | Dennewitzer Straße ()                                                                                         | Lagerhaus | Gebäude Nr. VI | ein Bild hochladen |
| 09106827 Teilobjekt zu: 09105664  | Dennewitzer Straße ()                                                                                         | Lagerbunker | Gebäude Nr. VII / Öllager | ein Bild hochladen |
| 09106828 Teilobjekt zu: 09105664  | Dennewitzer Straße ()                                                                                         | Verwaltungsgebäude | Gebäude Nr. VIII / Startgebäude Nr. II | ein Bild hochladen |
| 09106829 Teilobjekt zu: 09105664  | Dennewitzer Straße ()                                                                                         | Bunker | Gebäude Nr. IX / Stromzentrale | ein Bild hochladen |
| 09106830 Teilobjekt zu: 09105664  | Dennewitzer Straße ()                                                                                         | Garage | Gebäude Nr. X / Schirrmeisterei | ein Bild hochladen |
| 09106831 Teilobjekt zu: 09105664  | Dennewitzer Straße ()                                                                                         | Fabrikhalle | Halle für Motorenbau / Gebäude Nr. XI | ein Bild hochladen |
| 09106832 Teilobjekt zu: 09105664  | Dennewitzer Straße ()                                                                                         | Kohlebunker | Gebäude XII | ein Bild hochladen |
| 09106833 Teilobjekt zu: 09105664  | Dennewitzer Straße ()                                                                                         | Garage | Gebäude Nr. XIII | ein Bild hochladen |
| 0910 Teilobjekt zu: 09105664      | Dennewitzer Straße ()                                                                                         | Tankstelle | Gebäude Nr. XIV | ein Bild hochladen |
| 09106835 Teilobjekt zu: 09105664  | Dennewitzer Straße ()                                                                                         | Flugleitgebäude / Tower | Gebäude Nr. XV | ein Bild hochladen |
| 09106836 Teilobjekt zu: 09105664  | Dennewitzer Straße ()                                                                                         | Feuerwehrdepot | Gebäude Nr. XVI | ein Bild hochladen |
| 09106837 Teilobjekt zu: 09105664  | Dennewitzer Straße ()                                                                                         | Verwaltungsgebäude & Seminargebäude | Gebäude Nr. 1 | ein Bild hochladen |
| 09106838 Teilobjekt zu: 09105664  | Dennewitzer Straße ()                                                                                         | Wirtschaftsgebäude / Mensagebäude | Gebäude Nr. 2 / Wirtschaftsgebäude | ein Bild hochladen |
| 09106839 Teilobjekt zu: 09105664  | Dennewitzer Straße ()                                                                                         | Bunker | Gebäude Nr. 3 / Telefonzentrale | ein Bild hochladen |
| 09106840 Teilobjekt zu: 09105664  | Dennewitzer Straße ()                                                                                         | Lazarett | Gebäude Nr. 4 | ein Bild hochladen |
| 09106841 Teilobjekt zu: 09105664  | Dennewitzer Straße ()                                                                                         | Wohnhaus | Gebäude Nr. 5 | ein Bild hochladen |
| 09106842 Teilobjekt zu: 09105664  | Dennewitzer Straße ()                                                                                         | Mannschaftsgebäude & Stabsgebäude | Gebäude Nr. 6 (6a, b, c, d, e, f) | ein Bild hochladen |
| 09106843 Teilobjekt zu: 09105664  | Dennewitzer Straße ()                                                                                         | Mannschaftsgebäude | Gebäude Nr. 7 & Gebäude Nr. 8 & Gebäude Nr. 9 | ein Bild hochladen |
| 09106844 Teilobjekt zu: 09105664  | Dennewitzer Straße ()                                                                                         | Mannschaftsgebäude | Gebäude Nr. 10 | ein Bild hochladen |
| 09106845 Teilobjekt zu: 09105664  | Dennewitzer Straße ()                                                                                         | Offizierskasino | Gebäude Nr. 11 | ein Bild hochladen |
| 0910 Teilobjekt zu: 09105664      | Dennewitzer Straße ()                                                                                         | Wohnhaus | Gebäude Nr. 12 / Lehrerhaus | ein Bild hochladen |
| 09106847 Teilobjekt zu: 09105664  | Dennewitzer Straße ()                                                                                         | Wohnhaus | Gebäude Nr. 13 / Lehrerheim | ein Bild hochladen |
| 09106848 Teilobjekt zu: 09105664  | Dennewitzer Straße ()                                                                                         | Wohnhaus | Gebäude Nr. 14 | ein Bild hochladen |
| 0910 Teilobjekt zu: 09105664      | Dennewitzer Straße ()                                                                                         | Kino | Gebäude Nr. 15 | ein Bild hochladen |
| 09106850 Teilobjekt zu: 09105664  | Dennewitzer Straße ()                                                                                         | Mannschaftsgebäude | Gebäude 16 & Gebäude Nr. 17 | ein Bild hochladen |
| 09106851 Teilobjekt zu: 09105664  | Dennewitzer Straße ()                                                                                         | Wohnhaus | Gebäude Nr. 18 | ein Bild hochladen |
| 09106852 Teilobjekt zu: 09105664  | Dennewitzer Straße (Lage)                                                                                     | Pförtnergebäude | Gebäude Nr. 19 | BW |
| 09105619                          | Dennewitzer Straße 6 (Lage)                                                                                   | Gehöft, bestehend aus Wohnhaus, Pferde- bzw. Kuhstall, Kleinviehstall und Scheune | Das Gehöft wurde um 1875 erbaut. Es besteht aus einem Wohnhaus mit zwei Ställen, einem Kleinviehstall und einer Scheune. Das zweigeschossige, traufständige Haus mit Satteldach hat an der linke Seite eine Durchfahrt, der Eingang befindet sich in der dritten Fensterachse von rechts. Die Stuckfassade ist vollständig erhalten. | Gehöft, bestehend aus Wohnhaus, Pferde- bzw. Kuhstall, Kleinviehstall und Scheune |
| 09106795 Teilobjekt zu: 09105619  | Dennewitzer Straße 6 (Lage)                                                                                   | Wohnhaus | Zweigeschossiges Gebäude mit Satteldach. Datiert auf 1875. | Wohnhaus |
| 09106796 Teilobjekt zu: 09105619  | Dennewitzer Straße 6 (Lage)                                                                                   | Stall | Es handelt sich um einen Kuhstall, ein eingeschossiger Ziegelbau, auf der rechten Hofseite liegend. Datiert auf das Jahr 1875. | BW |
| 09106797 Teilobjekt zu: 09105619  | Dennewitzer Straße 6 (Lage)                                                                                   | Pferdestall | Zweigeschossiger Ziegelbau, der sich ebenfalls auf der rechten Hofseite befindet. Datiert auf 1875. | BW |
| 09106798 Teilobjekt zu: 09105619  | Dennewitzer Straße 6 (Lage)                                                                                   | Scheune | Die Scheune schließt den Hof (rückwärtig vom Wohnhaus) westlich ab. Ziegelbau mit Satteldach. Die Scheune erfuhr eine teilweise Umnutzung. Datiert ebenfalls auf 1875. | BW |
| 09105773                          | Dennewitzer Straße 15 (Lage)                                                                                  | Gehöft, bestehend aus Wohnhaus, drei Stallgebäuden und einer Scheune | Das Gehöft mit seinen Gebäuden wurde zu Beginn des 20. Jahrhunderts erbaut. Zu dem Gehöft gehören insgesamt drei Ställe, davon zwei zur Straße liegend plus einer Durchfahrt und Blindfenster. Auf dem Hof befindet sich ein weiteres Stallgebäude und eine Scheune. | Gehöft, bestehend aus Wohnhaus, drei Stallgebäuden und einer Scheune |
| 09106987 Teilobjekt zu: 09105773  | Dennewitzer Straße 15 (Lage)                                                                                  | Wohnhaus | Zweigeschossiger Ziegelbau mit Satteldach. Datiert auf 1901/1905. | Wohnhaus |
| 09106988 Teilobjekt zu: 09105773  | Dennewitzer Straße 15 (Lage)                                                                                  | Stall I | Einer von zwei Ställen, die sich rechts an das Wohnhaus anschließen. Zweigeschossiger Ziegelbau mit Satteldach. Datiert auf 1901/1905. | Stall I |
| 09106989 Teilobjekt zu: 09105773  | Dennewitzer Straße 15 (Lage)                                                                                  | Stall II | Der zweite von zwei Ställen, die sich rechts an das Wohnhaus anschließen. Zweigeschossiger Ziegelbau mit Satteldach. Datiert auf 1901/1905. | Stall II |
| 09106990 Teilobjekt zu: 09105773  | Dennewitzer Straße 15 (Lage)                                                                                  | Stall III | Hof innenliegend schließt das dritte Stallgebäude den Hof rückwärtig ab. Zweigeschossiger Ziegelbau mit Satteldach. Datiert auf 1901/1905. | BW |
| 09106991 Teilobjekt zu: 09105773  | Dennewitzer Straße 15 (Lage)                                                                                  | Scheune | Rechter Hand anschließend an das innenliegende Stallgebäude und damit ebenfalls die Rückseite des Hofes abschließend. Datiert auf 1901/1905. | BW |
| 09105782                          | Dennewitzer Straße 16 (Lage)                                                                                  | Wohnhaus | Das Wohnhaus gehört zu einem Gehöft und wurde um 1900 erbaut. | Wohnhaus |
| 09105620                          | Dennewitzer Straße 20 (Lage)                                                                                  | Wohnhaus | Das Wohnhaus gehört zu einem Kleingehöft und wurde wahrscheinlich in der Mitte des 19. Jahrhunderts erbaut. | Wohnhaus |
| 09105867                          | Dennewitzer Straße 28 (Lage)                                                                                  | Ziegelofen mit Ziegelarbeiterhaus und Stallgebäude. | Die letzten erhaltenen Gebäude einer um ca. 1850 entstandenen Ziegelei. | Ziegelofen mit Ziegelarbeiterhaus und Stallgebäude. |
| 09107108 Teilobjekt zu: 09105867  | Dennewitzer Straße 28 (Lage)                                                                                  | Wohnhaus | Hinter dem langgestreckten Ziegelarbeiterhaus wird ursprünglich ein Doppelhaus vermutet. Es ist verputzt, eingeschossig und mit einem Satteldach versehen. Datiert auf 1876/1900. | Wohnhaus |
| 09106006 Teilobjekt zu: 09105867  | Dennewitzer Straße 28 (Lage)                                                                                  | Stall bzw. Wirtschaftsgebäude | Kleines Wirtschaftsgebäude, hinter dem Wohnhaus liegend. Ziegelbau mit Satteldach. Datiert auf 1876/1900. | Stall bzw. Wirtschaftsgebäude |
| 09105783                          | Fuchsberge 8-10 (Lage)                                                                                        | Offizierskasino | | Offizierskasino |
| 09107184                          | Fuchsberge 37 (Lage)                                                                                          | Kasernengebäude | | Kasernengebäude |
| 09105623                          | Goethestraße 4 (Lage)                                                                                         | Villa Krause | Die Villa Krause wurde 1910 im Landhausstil erbaut. | Villa Krause |
| 09105625                          | Goethestraße 6 (Lage)                                                                                         | Wohnhaus Ahlgrimm | Das Wohnhaus im Landhausstil wurde 1910 erbaut. | Wohnhaus Ahlgrimm |
| 09105914                          | Große Kirchstraße 5-7 (Lage)                                                                                  | Wohnhäuser | Die Häuser steht an der Ecke Nikolaikirchstraße. Es sind zweistöckige Häuser mit einem Krüppelwalmdach. Erbaut wurde sie wahrscheinlich 1804. | Wohnhäuser |
| 09105348                          | Große Straße 51 (Lage)                                                                                        | Wohn- und Geschäftshaus (Ratsdienerhaus) | Das Gebäude an der Großen Straße wurde 1805 als Haus für den Ratsdiener errichtet; hier befand sich auch das Gefängnis. | Wohn- und Geschäftshaus (Ratsdienerhaus) |
| 09105349                          | Große Straße 53 (Lage)                                                                                        | Wohnhaus | | Wohnhaus |
| 09105401                          | Große Straße 56 (Lage)                                                                                        | Wohnhaus, Grundstruktur, Fassade und Dachform | | Wohnhaus, Grundstruktur, Fassade und Dachform |
| 09105409                          | Große Straße 57 (Lage)                                                                                        | Wohnhaus, Grundstruktur | | Wohnhaus, Grundstruktur |
| 09105630                          | Große Straße 58 (Lage)                                                                                        | Wohn- und Geschäftshaus (Hotel Weintraube) | Das Haus wurde im Jahre 1912 errichtet, der Vorgängerbau war abgebrannt. Hier befand sich früher das Hotel Weintraube. Es ist ein dreigeschossiger Bau mit Satteldach mit Gauben. Das Haus hat sieben Achsen, die drei mittleren Achsen bilden ein Risalit. Über dem Risalit befindet sich ein Zwerchhaus mit einem Dreieckgiebel. In der mittlere Achse befindet sich der Eingang, direkt darüber betonen Balkone die Fassade. Gegliedert ist die Fassade mit Pilaster. Im Inneren befindet sich noch Fenster, Türen und Heizkörper im Jugendstil.                                                                            | Wohn- und Geschäftshaus (Hotel Weintraube) |
| 09105428                          | Große Straße 60 (Lage)                                                                                        | Wohn- und Geschäftshaus, Fassade | Das Haus wurde 1870 erbaut. Es ist ein zweigeschossiges Haus mit vier Achsen. Die Fassade ist mit Struck gegliedert. Direkt unter dem Satteldach befinden sich Okuli. | Wohn- und Geschäftshaus, Fassade |
| 09105441                          | Große Straße 61 (Lage)                                                                                        | Wohnhaus, Grundstruktur | Das Haus ist ein eingeschossiges, giebelständiges Fachwerkhaus, erbaut um das Jahr 1660. Im Jahre 1868 wurde das Haus erweitert mit einem zweigeschossigen Anbau, dabei wurde das Haus umgebaut. 1969 wurde die Fassade verputzt, die Fenster wurden umgebaut. Der Keller stammt aus dem Mittelalter. Es ist eines der ältesten Häuser der Stadt Jüterbog. | Wohnhaus, Grundstruktur |
| 09105452                          | Große Straße 63 (Lage)                                                                                        | Wohnhaus, Grundstruktur | | Wohnhaus, Grundstruktur |
| 09105784                          | Große Straße 65 (Lage)                                                                                        | Wohnhaus | Das Wohnhaus hat 12 Achsen, zwei Geschosse und ein Satteldach. Ursprünglich waren es zwei Gebäude, die 1872 zusammengefasst wurden. Unter dem Haus ist ein Kelleranlage aus dem Mittelalter erhalten. | Wohnhaus |
| 09105785                          | Große Straße 66 (Lage)                                                                                        | Wohnhaus | Das Wohnhaus wurde um 1790 erbaut. Es ist ein traufständiges Fachwerkhaus mit in Jüterbog seltenen Mansarddach. Unter dem Haus befindet sich ein Keller aus dem Mittelalter. | Wohnhaus |
| 09105005                          | Große Straße 67 (Lage)                                                                                        | Wohnhaus, Grundstruktur und Fassade | | Wohnhaus, Grundstruktur und Fassade |
| 09105637                          | Große Straße 68 (Lage)                                                                                        | Wohnhaus mit rechtem Seiten- und Quergebäude | Das Haus wurde im 18. Jahrhundert erbaut. Die Fassade ist 1866 im neugotischen Stil erschaffen worden. In dieser Form ist die Fassade für Jüterbog einmalig. Unter einem Teil des Hauses befindet sich ein mittelalterlicher Keller. | Wohnhaus mit rechtem Seiten- und Quergebäude |
| 09106809 Teilobjekt zu: 09105637  | Große Straße 68 ()                                                                                            | Werkstattgebäude | | ein Bild hochladen |
| 09106810 Teilobjekt zu: 09105637  | Große Straße 68 ()                                                                                            | Tischlerwerkstatt & Möbelfabrik | | ein Bild hochladen |
| 09105006                          | Große Straße 69 (Lage)                                                                                        | Wohnhaus, Grundstruktur | | Wohnhaus, Grundstruktur |
| 09105016                          | Große Straße 70 (Lage)                                                                                        | Wohnhaus, Fassade und Dachform | | Wohnhaus, Fassade und Dachform |
| 09105017                          | Große Straße 71 (Lage)                                                                                        | Wohnhaus, Fassade | | Wohnhaus, Fassade |
| 09105019                          | Große Straße 72/74 (Lage)                                                                                     | Wohnhaus, Grundstruktur | | Wohnhaus, Grundstruktur |
| 09105673                          | Große Straße 73 (Lage)                                                                                        | Wohnhaus, Grundstruktur und Dachform | Das Wohnhaus wurde von 1750 bis 1775 erbaut. Es ist ein traufständiges, zweigeschossiges Fachwerkhaus mit einem Krüppelwalmdach, die Fassade wurde 1877 vorgesetzt. In dem Haus arbeiteten Generation von Kupferschmieden in dem Seitenflügel. | Wohnhaus, Grundstruktur und Dachform |
| 09106871 Teilobjekt zu: 09105673  | Große Straße 73 ()                                                                                            | Wohnhaus & Schmiede | | ein Bild hochladen |
| 09105167                          | Große Straße 75 (Lage)                                                                                        | Wohnhaus | Das Baujahr des Hauses ist unbekannt, wahrscheinlich wurde es in der zweiten Hälfte des 18. Jahrhunderts erbaut. Es ist ein giebelständiges, zweigeschossiges Wohnhaus mit fünf Achsen. In der mitterlen Achse befindet sich der Eingang mit einem Durchgangsflur. Unter Teilen des Hauses befindet sich eine mittelalterliche Kelleranlage. | Wohnhaus |
| 09105020                          | Große Straße 76 (Lage)                                                                                        | Wohnhaus, Grundstruktur und Dachform | | Wohnhaus, Grundstruktur und Dachform |
| 09105021                          | Große Straße 77 (Lage)                                                                                        | Wohnhaus, Grundstruktur | | Wohnhaus, Grundstruktur |
| 09105022                          | Große Straße 78 (Lage)                                                                                        | Wohnhaus, Obergeschoss | | Wohnhaus, Obergeschoss |
| 09106376 Teilobjekt zu: 09105022  | Große Straße 78 ()                                                                                            | Quergebäude | | ein Bild hochladen |
| 09105680                          | Große Straße 80 (Lage)                                                                                        | Wohnhaus mit Hofgebäuden | | Wohnhaus mit Hofgebäuden |
| 09106872 Teilobjekt zu: 09105680  | Große Straße 80 ()                                                                                            | Wirtschaftsgebäude | Mehrere schlichte ein- zwei- und dreigeschossige Nebengebäude. | ein Bild hochladen |
| 09106873 Teilobjekt zu: 09105680  | Große Straße 80 ()                                                                                            | Wohnhaus | | ein Bild hochladen |
| 09105064                          | Große Straße 81 (Lage)                                                                                        | Wohnhaus mit Kelleranlage und Stallgebäude mit Oberlaube | | Wohnhaus mit Kelleranlage und Stallgebäude mit Oberlaube |
| 09106554 Teilobjekt zu: 09105064  | Große Straße 81 ()                                                                                            | Wohnhaus | | ein Bild hochladen |
| 09106555 Teilobjekt zu: 09105064  | Große Straße 81 ()                                                                                            | Keller | | ein Bild hochladen |
| 09105556 Teilobjekt zu: 09105064  | Große Straße 81 ()                                                                                            | Stall | | ein Bild hochladen |
| 09105025                          | Große Straße 82 (Lage)                                                                                        | Wohnhaus, Grundstruktur | | Wohnhaus, Grundstruktur |
| 09105026                          | Große Straße 83 (Lage)                                                                                        | Wohnhaus, Grundstruktur | | Wohnhaus, Grundstruktur |
| 09105340                          | Große Straße 84 (Lage)                                                                                        | Wohnhaus, Grundstruktur | | Wohnhaus, Grundstruktur |
| 09105168                          | Große Straße 87 (Lage)                                                                                        | Wohnhaus | | Wohnhaus |
| 09105057                          | Große Straße 88 (Lage)                                                                                        | Wohnhaus, Grundstruktur | | Wohnhaus, Grundstruktur |
| 09105154                          | Große Straße 89 (Lage)                                                                                        | Wohnhaus, Fassade | | Wohnhaus, Fassade |
| 09105595                          | Große Straße 90 (Lage)                                                                                        | Wohnhaus mit Hofgebäuden | | Wohnhaus mit Hofgebäuden |
| 09106040 Teilobjekt zu: 09105595  | Große Straße 90 ()                                                                                            | Werkstattgebäude | | ein Bild hochladen |
| 09105176                          | Große Straße 92 (Lage)                                                                                        | Wohnhaus, Grundstruktur | | Wohnhaus, Grundstruktur |
| 09105268                          | Große Straße 95 (Lage)                                                                                        | Wohnhaus, Fassade | Das Wohnhaus wurde 1827 erbaut. Es ist ein zweigeschoßiges Fachwerkhaus. Unter dem Haus befindet sich ein mittelalterlicher Kellerraum. | Wohnhaus, Fassade |
| 09105170                          | Große Straße 96 (Lage)                                                                                        | Wohnhaus mit Wirtschaftsgebäude (Seifensiederei) | | Wohnhaus mit Wirtschaftsgebäude (Seifensiederei) |
| 09106608 Teilobjekt zu: 09105170  | Große Straße 96 ()                                                                                            | Manufakturgebäude | | ein Bild hochladen |
| 09106609 Teilobjekt zu: 09105170  | Große Straße 96 ()                                                                                            | Wirtschaftsgebäude | | ein Bild hochladen |
| 09106610 Teilobjekt zu: 09105170  | Große Straße 96 ()                                                                                            | Remise | | ein Bild hochladen |
| 09105278                          | Große Straße 98 (Lage)                                                                                        | Mietwohnhaus, Fassade | | Mietwohnhaus, Fassade |
| 09105171                          | Große Straße 99 (Lage)                                                                                        | Wohnhaus | | Wohnhaus |
| 09105066                          | Große Straße 104 (Lage)                                                                                       | Wohnhaus mit Gewölberaum und Kelleranlage | | Wohnhaus mit Gewölberaum und Kelleranlage |
| 09105281                          | Große Straße 106 (Lage)                                                                                       | Wohnhaus, Grundstruktur | | Wohnhaus, Grundstruktur |
| 09105060                          | Große Straße 118 (Lage)                                                                                       | Kelleranlage | | Kelleranlage |
| 09105640                          | Große Straße 120 (Lage)                                                                                       | Wohnhaus | | Wohnhaus |
| 09105350                          | Heilig-Geist-Platz 2 (Lage)                                                                                   | Wohnhaus | Das Haus wurde in der Mitte des 18. Jahrhunderts direkt an die Stadtmauer und einem Rundturm gebaut. Das Gebäude wurde 1996 / 1997 saniert. Unter dem Haus befindet sich ein Keller aus dem Mittelalter. | Wohnhaus |
| 09105287                          | Heilig-Geist-Platz 4 (Lage)                                                                                   | Wohnhaus, Grundstruktur | Das Haus ist nach Schätzungen im Jahre 1740 erbaut worden. Es ist ein Fachwerkhaus, welches direkt an die Stadtmauer gebaut wurde. Das Gebäude wurde 1996 / 1997 saniert. | Wohnhaus, Grundstruktur |
| 09105590                          | Hug 6 (Lage)                                                                                                  | Stallgebäude mit Oberlaube | Das Stallgebäude ist von der Straße nicht einsehbar. | Stallgebäude mit Oberlaube |
| 09106324                          | Lindenstraße (Lage)                                                                                           | Wasserturm | | Wasserturm |
| 09105641                          | Lindenweg 1 (Lage)                                                                                            | Kreis-Säuglingsheim | Das Kreis-Säuglingsheim wurde 1925/1926 erbaut, der Architekt waren Reinhold Mohr und Weidner. Wir wurden Säugliche aufgenommen, die staatlicher Fürsorge bedurften. Platz war für 32 Säuglinge. An 1936/1937 wurde das Haus umgebaut und es wohnten hier fünf Familien. Ab 1976/1977 wurde das Haus wieder als Kinderheim genutzt, zu dieser Zeit kam auch der Erweiterungsbau und der Küchenanbau hinzu. Es ist ein eingeschossiger Putzbau mit einem Walmdach. Das Dach ist ausgebaut. Die Südseite ist durch Zwerchhäuser, die Nord- und Ostseite durch Risalite geprägt. Teile des Innenausbaues sind erhalten geblieben. | Kreis-Säuglingsheim |
| 09105645                          | Markt 1-2 (Lage)                                                                                              | Wohnhaus (ehemaliges Gasthaus „Zum Löwen“) | Das Haus Markt 2 war das Gasthaus, es schloss nach dem Ersten Weltkrieg. Es wurde 1815 errichtet, 1878 und 1893 umgebaut. Das Haus Nummer 1 wurde 1912 erbaut, damals wurde die Straße zum Wursthof erweitert. Es ist gut erhalten und ein Beispiel des gehobenen Wohnungsbaus Anfang des 20. Jahrhunderts. | Wohnhaus (ehemaliges Gasthaus „Zum Löwen“) |
| 09105292                          | Markt 3 (Lage)                                                                                                | Wohnhaus, Grundstruktur, Fassade, Dachform | | Wohnhaus, Grundstruktur, Fassade, Dachform |
| 09105301                          | Markt 4 (Lage)                                                                                                | Wohnhaus, Grundstruktur, Fassade, Dachform | | Wohnhaus, Grundstruktur, Fassade, Dachform |
| 09105370                          | Markt 5 (Lage)                                                                                                | Wohnhaus, Grundstruktur, Fassade, Dachform | Das Haus wurde Anfang des 18. Jahrhunderts erbaut. Es ist ein zweigeschossiges Fachwerkhaus mit Krüppelwalmdach. Hier, und im Haus Zinnaer Straße 17, befand sich der Gasthof „Zu den Sieben Kurfürsten“. Philipp Hainhofer beschrieb die Gaststätte 1617 als eine der besten in Deutschland. Das Haus brannte im Dreißigjährigen Krieg ab, die Kelleranlage ist noch vorhanden. | Wohnhaus, Grundstruktur, Fassade, Dachform |
| 09105392                          | Markt 6 (Lage)                                                                                                | Kaufhaus, Grundstruktur, Fassade, Dachform | Das jetzige Haus an der Ecke zur Zinnaer Straße wurde in den Jahren 1956/1957 im Stile der umstehenden Häuser erbaut. Davor stand hier die Gastwirtschaft „Zur süßen Ecke“, diese brannte 1945 aus. Früher stand hier das Wallenstein-Haus, 1626 und 1627 wohnte hier Wallenstein während des Dreißigjährigen Krieges. Es ist ein zweigeschossiger Putzbau mit einem Walmdach. Die Fassade ist geprägt durch breite Fenster im ersten Stock und den Schaufenstern im Erdgeschoss. | Kaufhaus, Grundstruktur, Fassade, Dachform |
| 09105393                          | Markt 7/8 (Lage)                                                                                              | Mohrenapotheke, Grundstruktur, Fassade, Dachform | Das Haus ist 1897 als Mohrenapotheke erbaut worden. Das Haus ist ein traufständiger Ziegelbau mit Stuckgliederung und zwei Geschossen. Das Dach ist ein Satteldach. Die Fassade wurde nach dem Zweiten Weltkrieg leicht verändert. Heute befindet sich im rechten Teil ein Café. | Mohrenapotheke, Grundstruktur, Fassade, Dachform |
| 09105454                          | Markt 9 (Lage)                                                                                                | Wohn- und Geschäftshaus, Grundstruktur, Fassade, Dachform | | Wohn- und Geschäftshaus, Grundstruktur, Fassade, Dachform |
| 09105053                          | Markt 10 (Lage)                                                                                               | Wohn- und Geschäftshaus | Das Haus entstand wahrscheinlich um 1740. Es steht an der Ecke Nikolaikirchstraße gegenüber dem Rathaus. Das Haus wurde 1997 renoviert, seitdem beinhaltet es die Markt-Passagen. Die Kelleranlage stammt aus dem 16. Jahrhundert. Es ist ein zweigeschossiges, giebelständiges Haus mit einem Satteldach. | Wohn- und Geschäftshaus |
| 09105352                          | Markt 11 (Lage)                                                                                               | Wohnhaus und Gaststätte | Das zweigeschossige Haus ist um 1770 errichtet worden. Von 1895 bis etwa 1955 befand sich eine Gaststätte in dem Haus. Unter dem Haus befindet sich eine Kelleranlage wahrscheinlich 16. oder 17. Jahrhundert. | Wohnhaus und Gaststätte |
| 09105476                          | Markt 13 (Lage)                                                                                               | Wohnhaus, Grundstruktur, Fassade, Dachform | | Wohnhaus, Grundstruktur, Fassade, Dachform |
| 09105490                          | Markt 14 (Lage)                                                                                               | Gasthof „Goldener Stern“, Grundstruktur, Fassade, Dachform | | Gasthof „Goldener Stern“, Grundstruktur, Fassade, Dachform |
| 09105353                          | Markt 15/16 (Lage)                                                                                            | Kreissparkasse | Das Haus der Kreissparkasse wurde in den Jahren 1913 / 1914 erbaut. Die Architekten waren Ernst Paulus und Olaf Lilloe. Das Haus ist ein dreigeschossiges Haus in einem Grundriss in L-Form an der Ecke zur Großen Straße. | Kreissparkasse |
| 09105714                          | Markt 17 (Lage)                                                                                               | Wohnhaus, Grundstruktur, Fassade, Dachform | Die Bäckerei Blumberg wurde im 18. Jahrhundert südlich des Rathauses errichtet. Die Traufseite liegt an der Große Straße, bis 1999 war die Adresse Große Straße 53. Bereits seit dem Mittelalter waren hier Brotbänke vorhanden. In den Jahren 1819 und 1836 wurde das Haus erneuert. Mit dem Ende als Bäckeeistandort wurde das Haus erneut renoviert. | Wohnhaus, Grundstruktur, Fassade, Dachform |
| 09105491                          | Markt 18 (Lage)                                                                                               | Wohn- und Geschäftshaus, Grundstruktur, Fassade, Dachform | | Wohn- und Geschäftshaus, Grundstruktur, Fassade, Dachform |
| 09105505                          | Markt 19 (Lage)                                                                                               | Wohn- und Geschäftshaus, Grundstruktur, Fassade, Dachform | | Wohn- und Geschäftshaus, Grundstruktur, Fassade, Dachform |
| 09105086                          | Markt 21 (Lage)                                                                                               | Rathaus | Der Bau des Rathauses wurde 1499 als Kaufhaus begonnen, es wurde 1994 renoviert. | weitere Bilder |
| 09105091                          | Markt 21 (Lage)                                                                                               | Gedenktafel, am Rathaus | | Gedenktafel, am Rathaus |
| 09105521                          | Markt 29 (Lage)                                                                                               | Wohnhaus, Grundstruktur, Fassade, Dachform | | Wohnhaus, Grundstruktur, Fassade, Dachform |
| 09105536                          | Markt 30 (Lage)                                                                                               | Wohnhaus, Grundstruktur, Fassade, Dachform | | Wohnhaus, Grundstruktur, Fassade, Dachform |
| 09105542                          | Markt 31 (Lage)                                                                                               | Wohnhaus, Grundstruktur, Fassade, Dachform | Das Haus ist ein zweigeschossiges Fachwerkhaus. Im Kern entstand es im 18. Jahrhundert. | Wohnhaus, Grundstruktur, Fassade, Dachform |
| 09105548                          | Markt 32 (Lage)                                                                                               | Wohnhaus, Grundstruktur, Fassade, Dachform | | Wohnhaus, Grundstruktur, Fassade, Dachform |
| 09105635                          | Markt 34 (Lage)                                                                                               | Gasthof „Zum Weißen Schwan“ | Einen Gasthof gibt es seit etwa 1500. Der Neubau erfolgte 1760. Das Haus ist zweigeschossig, Fachwerk sichtbar. Eine bedeutende mittelalterliche Kelleranlage zählt zum Haus. | Gasthof „Zum Weißen Schwan“ |
| 09106031 Teilobjekt zu: 09105635  | Markt 34 (Lage)                                                                                               | Saalbau | Zweigeschossiger Ziegelbau mit Pultdach, auf der linken Hofseite befindlich. | BW |
| 09105562                          | Markt 35 (Lage)                                                                                               | Wohnhaus, Grundstruktur, Fassade, Dachform | | Wohnhaus, Grundstruktur, Fassade, Dachform |
| 09105563                          | Markt 36 (Lage)                                                                                               | Wohnhaus, Grundstruktur, Fassade, Dachform | Das Haus an der Ecke zur Mönchenstraße wurde 1837 erbaut. Im Jahre 1914 wurde das Haus umgebaut, es wurde ein Schaufenster eingebaut. Unter dem Haus befindet sich eine guterhaltene Kelleranlage aus dem Mittelalter. | Wohnhaus, Grundstruktur, Fassade, Dachform |
| 09105586                          | Mönchenstraße 1 (Lage)                                                                                        | Torwächterhaus | Das Torwächterhaus in der Mönchenstraße 1 wurde Mitte des 18. Jahrhunderts erbaut. Es steht direkt neben dem Rundturm des Dammtores. Es ist das letzte erhaltene Torwächterhaus in Jüterbog. Es ist ein eingeschossiges Fachwerkhaus mit einem Krüppelwalmdach. Unter dem Haus befindet sich ein Keller aus dem Mittelalter. | Torwächterhaus |
| 09105565                          | Mönchenstraße 2 (Lage)                                                                                        | Wohnhaus, Grundstruktur | | Wohnhaus, Grundstruktur |
| 09105357                          | Mönchenstraße 4 (Lage)                                                                                        | Wohnhaus | Das Haus wurde um 1750 erbaut. Zweigeschossiges Fachwerkhaus mit sichtbarem Fachwerk und mittelalterlicher Kelleranlage. | Wohnhaus |
| 09106713 Teilobjekt zu: 09105357  | Mönchenstraße 4 (Lage)                                                                                        | Seitenflügel | Linker Seitenflügel: zweigeschossiger Fachwerkbau mit Satteldach (ursprünglich ein Stall), 1772. | Seitenflügel |
| 09106714 Teilobjekt zu: 09105357  | Mönchenstraße 4 (Lage)                                                                                        | Werkstattgebäude | Rechter Seitenflügel mit Werkstatt (später zur Wohnung ausgebaut), zweigeschossiger Fachwerkbau mit Satteldach, ca. 1780. | Werkstattgebäude |
| 09105617                          | Mönchenstraße 14 (Lage)                                                                                       | Mietwohnhaus | Das dreigeschossige Haus mit einem auf der linken Seite liegenden auffälligen Erker, wurde 1901 erbaut. Überstehendes Satteldach. | Mietwohnhaus |
| 09106225 Teilobjekt zu: 09105617  | Mönchenstraße 14 (Lage)                                                                                       | Stall | Das eingeschossige Stallgebäude mit stark geneigtem Pultdach befindet sich auf der rechten Seite des Hofes. Es ist, wie das Wohnhaus, datiert auf das Jahr 1901. | BW |
| 09105611                          | Mönchenstraße 25 (Lage)                                                                                       | Wohnhaus, Grundstruktur | | Wohnhaus, Grundstruktur |
| 09105612                          | Mönchenstraße 26 (Lage)                                                                                       | Wohnhaus, Grundstruktur | | Wohnhaus, Grundstruktur |
| 09105626                          | Mönchenstraße 27 (Lage)                                                                                       | Wohnhaus, Grundstruktur | | Wohnhaus, Grundstruktur |
| 09105674                          | Mönchenstraße 28 (Lage)                                                                                       | Wohnhaus, Grundstruktur | | Wohnhaus, Grundstruktur |
| 09105656                          | Mönchenstraße 31 (Lage)                                                                                       | Wohnhaus | Das Haus wurde um das Jahr 1770 erbaut. Es ist ein zweigeschossiger, traufständiger Fachwerkbau mit einem Satteldach und sieben Achsen. Unter dem Haus befindet sich ein Keller aus dem Mittelalter. Die Haustür wurde 1837 erstellt. | Wohnhaus |
| 09105050                          | Mönchenstraße 35 (Lage)                                                                                       | Wohnhaus | | Wohnhaus |
| 09105845                          | Mönchenstraße 36 (Lage)                                                                                       | Wohnhaus mit linkem Seitenflügel und Quergebäude | | Wohnhaus mit linkem Seitenflügel und Quergebäude |
| 09107080 Teilobjekt zu: 09105845  | Mönchenstraße 36 ()                                                                                           | Stall | Der Stall ist das Quergebäude auf der Rückseite des Hofes. Erbeut wurde der Stall im Jahr 1838. Es ist ein eingeschossiger Fachwerkbau mit einem Satteldach. | ein Bild hochladen |
| 09105786                          | Mönchenstraße 37 (Lage)                                                                                       | Wohn- und Gasthaus „Zur Post“ | Das Haus wurde Ende des 17. Jahrhunderts erbaut. Es ist eins der größten Fachwerkhäuser in Jüterbog. | Wohn- und Gasthaus „Zur Post“ |
| 09105358                          | Mönchenstraße 50 (Lage)                                                                                       | Wohnhaus mit rückwärtiger Oberlaube | | Wohnhaus mit rückwärtiger Oberlaube |
| 09105724                          | Nikolaikirchstraße 9 (Lage)                                                                                   | Wohnhaus | Das Haus Nikolaikirchstraße 9 wurde nach einer Schätzung um das Jahr 1790 erbaut. Es ist ein zweigeschossiger, traufständiger Bau mit fünf Achsen. In der mittleren Achse befindet sich die Tür. | Wohnhaus |
| 09105582                          | Nikolaikirchstraße 23 (Lage)                                                                                  | Wohnhaus | Das Haus an der Ecke zur Kleinen Kirchstraße wurde wahrscheinlich um 1715 erbaut. Es ist ein zweigeschossiger Fachwerkbau. Unter dem Haus befindet sich ein mittelalterlicher Keller in tonnenform. | Wohnhaus |
| 09105634                          | Nikolaikirchstraße 25 (Lage)                                                                                  | Wohnhaus „Die Vise“ | Das Wohnhaus „Die Vise“ wurde das erste Mal 1383 erwähnt. Genutzt wurde es von der Nikolaikirche, hier wohnte die Kapläne. Über der Tür befindet sich eine Inschrifttafel mit der Jahreszahl 1748, dem Baujahr des jetzigen Hauses. Die weitere Inschrift der Tafel lautet: „Dieser Hauß ist in Gottes Hand / von Alters her die VISE genand / jo:CHRIST. HOFFMANN Physik 1748“. Das Haus ist unbewohnt (Oktober 2018). | Wohnhaus „Die Vise“ |
| 09105065                          | Nikolaikirchstraße 26/27 (Lage)                                                                               | Diakonatshaus | Das Diakonatshaus steht direkt gegenüber der Nikolaikirche. Es ist ein traufständiges, zweigeschossiges Haus mit einem Satteldach. Erbaut wurde das heutige Fachwerkhaus im Jahre 1723. Seit 1394 sind hier Häuser belegt. 1402 wurde das Vorgängerhaus erbaut. 1747 wurde das Haus wegen Baumängel umgebaut. Aus dieser Zeit stammt auch die Putzfassade mit dem Mittelrisalit. | Diakonatshaus |
| 09105579                          | Nikolaikirchstraße 34 (Lage)                                                                                  | Wohnhaus mit Kelleranlage | Das Haus wurde in der Mitte des 18. Jahrhunderts erbaut. Es ist ein zweigeschossiges, traufständiges Haus mit Satteldach. Unter dem Haus befindet sich eine der größten mittelalterlichen Kelleranlagen Jüterbogs. Die Fassade des Vorgängerhauses hat drei Fensterachsen. | Wohnhaus mit Kelleranlage |
| 09105694                          | Nikolaikirchstraße 37 (Lage)                                                                                  | Wohnhaus | Das Haus wurde vermutlich in der Mitte des 18. Jahrhunderts erbaut. Es ist ein zweigeschossiges, traufständiges Haus. | Wohnhaus |
| 09105063                          | Nikolaikirchstraße 39 (Lage)                                                                                  | Kelleranlage | Der mittelalterliche Keller hat eine Größe von 11 mal 4 Meter. Das Haus darüber wurde 1997 errichtet. | Kelleranlage |
| 09106232                          | Nikolaikirchstraße 46 (Lage)                                                                                  | Wohnhaus | | Wohnhaus |
| 09105174                          | Nikolaikirchstraße 48/49 (Lage)                                                                               | Wohn- und Geschäftshaus mit Hofgebäuden | Das Haus Nummer 48 wurde 1885 erbaut. Im Jahre 1898 kam die Nummer 49 als Anbau hinzu. | Wohn- und Geschäftshaus mit Hofgebäuden |
| 09106611 Teilobjekt zu: 09105174  | Nikolaikirchstraße 48/49 ()                                                                                   | Stall | Der Stall wurde zwischen 1996 und 1999 abgerissen. Er befand sich auf der Rückseite des Hofes | ein Bild hochladen |
| 09106612 Teilobjekt zu: 09105174  | Nikolaikirchstraße 49 ()                                                                                      | Hofgebäude | Das Hofgebäude befindet sich auf der rechten Hofseite. | ein Bild hochladen |
| 09106613 Teilobjekt zu: 09105174  | Nikolaikirchstraße 48 ()                                                                                      | Hofgebäude | Das Hofgebäude befindet sich auf der rlinken Hofseite. | ein Bild hochladen |
| 09105362                          | Vorstadt Neumarkt 1/3, Oberhag, Am Weichhaus (Lage)                                                           | Sowjetisches Ehrenmal | Das Grabmal stammt aus dem April 1945. Der Ehrenfriedhof ist eine Rasenfläche und mit einer Hecke umgeben. Von den 23 Grabstellen ist nicht mehr viel zu sehen. Die Sandsteinstele ist wie ein Obelisk aufgebaut und zeigt oben einen roten Stern und eine leere Inschriftkartusche. | Sowjetisches Ehrenmal |
| 09105175                          | Oberhag 2 (Lage)                                                                                              | Villa Dalichow | Die Villa Dalichow wurde 1897 erbaut. Der Bauherr war der Mauermeister Dalichow. Im Jahre 1919 wurde das Haus zu einer Gaststätte umgebaut. Von 1946 bis 1948 befand sich das Amtsgericht darin, bis 1958 war es wieder eine Gaststätte. Ab 1958 befand sich hier ein Kindergarten. Das Haus ist im Stil des malerischen Späthistorismus erbaut worden. | Villa Dalichow |
| 09105849                          | Petersiliengasse 3 (Lage)                                                                                     | Wohnhaus | | Wohnhaus |
| 09105695                          | Pferdestraße 8 (Lage)                                                                                         | Wohnhaus und Kelleranlage | Das Wohnhaus Pferdestraße 8 wurde um 1760 (nach anderen Schätzungen 1839) erbaut. Das Haus ist eingeschossig mit Krüppelwalmdach. An dieser Stelle standen vorher Gebäude des Heilig-Geist-Hospitals. | Wohnhaus und Kelleranlage |
| 09105610                          | Pferdestraße 19 (Lage)                                                                                        | Mietwohnhaus | Das Wohnhaus wurde 1900 erbaut. Die Fassade ist reich gegliedert und noch vollständig erhalten. Das Haus hat drei Geschosse und überragt damit die damals übliche Bauhöhe. | Mietwohnhaus |
| 09105686                          | Pferdestraße 21 (Lage)                                                                                        | Wohnhaus, Grundstruktur | | Wohnhaus, Grundstruktur |
| 09105715                          | Pferdestraße 22 (Lage)                                                                                        | Wohnhaus, Fassade | Das Haus ist ein ehemaliges Wohnhaus des Gutes Heilig-Geist. Es wurde 1730 als zweigeschossiges Fachwerkhaus erbaut. Im Jahre 1876 wurde es umgebaut und erhielt die heutige sechsachsige Fassade. Unter dem hinteren Teil des Hauses befindet sich ein mittelalterlicher Keller. | Wohnhaus, Fassade |
| 09105716                          | Pferdestraße 23 (Lage)                                                                                        | Wohnhaus, Grundstruktur | | Wohnhaus, Grundstruktur |
| 09105723                          | Pferdestraße 25 (Lage)                                                                                        | Wohnhaus, Grundstruktur | | Wohnhaus, Grundstruktur |
| 09105728                          | Pferdestraße 26 (Lage)                                                                                        | Wohnhaus, Grundstruktur | Das Haus wurde 1836 erbaut, es war das ehemalige Hotel Bergschmidt. Das Haus ist ein Fachwerkhaus mit sieben Achsen, die drei mittleren Achsen Risalit. Das Haus wurde 1929 umgebaut, dabei wurde der Risalit im Erdgeschoss entfernt. Ab 1951 befand sich hier ein Fischland, der Schriftzug Ostsee aus DDR-Zeiten wurde allerdings entfernt. | Wohnhaus, Grundstruktur |
| 09105730                          | Pferdestraße 28 (Lage)                                                                                        | Wohnhaus, Grundstruktur | | Wohnhaus, Grundstruktur |
| 09105735                          | Pferdestraße 30 (Lage)                                                                                        | Wohnhaus, Grundstruktur | Das Haus wurde Anfang des 18. Jahrhunderts erbaut. Das Haus in ein zweigeschossiges Fachwerkhaus, an der rechten Seite befindet sich die Hofeinfahrt. Unter dem Haus befindet sich ein mittelalterlicher Keller. | Wohnhaus, Grundstruktur |
| 09105407                          | Pferdestraße 31 (Lage)                                                                                        | Wohnhaus, Fassade | | Wohnhaus, Fassade |
| 09105606                          | Pferdestraße 32 (Lage)                                                                                        | Wohnhaus, Grundstruktur | | Wohnhaus, Grundstruktur |
| 09106794 Teilobjekt zu: 09105606  | Pferdestraße 32 ()                                                                                            | Keller | | ein Bild hochladen |
| 09105125                          | Pferdestraße 34 (Lage)                                                                                        | Wohnhaus, Grundstruktur | | Wohnhaus, Grundstruktur |
| 09105632                          | Pferdestraße 35 (Lage)                                                                                        | Wohnhaus mit Seitenflügel, Quergebäude und Remise | Das Haus wurde um 1750 erbaut. Das Haus ist ein Fachwerkhaus mit Krüppelwalmdach. Unter dem Haus befindet sich eine mittelalterliche Kelleranlage. | Wohnhaus mit Seitenflügel, Quergebäude und Remise |
| 09106806 Teilobjekt zu: 09105632  | Pferdestraße 35 ()                                                                                            | Seitenflügel | | ein Bild hochladen |
| 09106807 Teilobjekt zu: 09105632  | Pferdestraße 35 ()                                                                                            | Quergebäude | | ein Bild hochladen |
| 09106808 Teilobjekt zu: 09105632  | Pferdestraße 35 ()                                                                                            | Remise | | ein Bild hochladen |
| 09105094                          | Pferdestraße 36 (Lage)                                                                                        | Wohnhaus, Grundstruktur | | Wohnhaus, Grundstruktur |
| 09105092                          | Pferdestraße 37 (Lage)                                                                                        | Wohnhaus, Grundstruktur | | Wohnhaus, Grundstruktur |
| 09105008                          | Pferdestraße 38 (Lage)                                                                                        | Wohnhaus, Grundstruktur | | Wohnhaus, Grundstruktur |
| 09105871                          | Pferdestraße 39/41 (Lage)                                                                                     | Wohnhaus, Grundstruktur und Fassade | Das Haus entstand 1927. Über dem Eingang des Hauses Pferdestraße 41 befindet sich eine Wappentafel, die an den Fürstentag im Jahre 1641 erinnert. Bei diesem Treffen ging es um die brandenburg-sächsische Aussöhnung und die jülich-klevesche Erbfolge. | Wohnhaus, Grundstruktur und Fassade |
| 09105872                          | Pferdestraße 40 (Lage)                                                                                        | Wohnhaus, Grundstruktur | Das Haus wurde um 1790 erbaut. Es ist ein zweigeschossiges Fachwerkhaus mit vier Achsen. Die Tür in der rechten Achse entstand im Stil des Jugendstiles. Unter dem Haus befindet sich eine mittelalterliche Kelleranlage. | Wohnhaus, Grundstruktur |
| 09105873                          | Pferdestraße 43 (Lage)                                                                                        | Wohnhaus, Grundstruktur | Das Wohnhaus wurde 1831 erbaut. Erhalten sind die innere Struktur, Fassade und Haustür. | Wohnhaus, Grundstruktur |
| 09105874                          | Pferdestraße 45 (Lage)                                                                                        | Wohnhaus, Grundstruktur | | Wohnhaus, Grundstruktur |
| 09105875                          | Pferdestraße 46 (Lage)                                                                                        | Wohnhaus, Grundstruktur | | Wohnhaus, Grundstruktur |
| 09105876                          | Pferdestraße 48 (Lage)                                                                                        | Wohnhaus, Grundstruktur | | Wohnhaus, Grundstruktur |
| 09105877                          | Pferdestraße 49 (Lage)                                                                                        | Wohnhaus, Grundstruktur | | Wohnhaus, Grundstruktur |
| 09105878                          | Pferdestraße 52 (Lage)                                                                                        | Wohnhaus, Grundstruktur | | Wohnhaus, Grundstruktur |
| 09105879                          | Pferdestraße 54 (Lage)                                                                                        | Wohnhaus, Grundstruktur | | Wohnhaus, Grundstruktur |
| 09105848                          | Planeberg 1 (Lage)                                                                                            | Wohnhaus | Das Fachwerkhaus Planeberg 1 wurde 1801 errichtet. Das Haus ist ein Beispiel für den Baustil Anfang des 19. Jahrhunderts. Das sanierte Gebäude beherbergt zusammen mit den Nachbargebäuden eine Kindertagesstätte. | Wohnhaus |
| 09105359                          | Planeberg 5 (Lage)                                                                                            | Wohnhaus, Fassade | Das Wohnhaus wurde um das Jahr 1870 erbaut. Es ist ein zweigeschossiger Bau mit Putzfassade und Stuckgliederung. | Wohnhaus, Fassade |
| 09105346                          | Planeberg 9 (Lage)                                                                                            | Abtshof des Klosters Zinna | Der Stadthof des Klosters Zinna oder kurz Abthof ist ein eingeschossiges Haus mit Satteldach. Das heutige Aussehen erhielt das Haus nach dem Jüterboger Stadtbrand im 15. Jahrhundert. | Abtshof des Klosters Zinna |
| 09105679                          | Planeberg 36 (Lage)                                                                                           | Wohnhaus | | Wohnhaus |
| 09105729                          | Planeberg 53 (Lage)                                                                                           | Wohnhaus | | Wohnhaus |
| 09105880                          | Planeberg 54 (Lage)                                                                                           | Wohnhaus, Grundstruktur | | Wohnhaus, Grundstruktur |
| 09105881                          | Planeberg 55 (Lage)                                                                                           | Wohnhaus, Grundstruktur | | Wohnhaus, Grundstruktur |
| 09105177                          | Planeberg 57 (Lage)                                                                                           | Wohnhaus | Der Fachwerkbau wurde um 1800 erbaut. Es ist ein zweigeschossiger, traufständiger Fachwerkhaus mit einem Satteldach. Im Jahre 1875 wurde eine massive Fassade mit fünf Achsen vorgesetzt. In der mittleren Achse befindet sich der Eingang. | Wohnhaus |
| 09105882                          | Planeberg 62 (Lage)                                                                                           | Wohnhaus, Grundstruktur | Das Wohnhaus stammt im Ursprung aus der Mitte des 18. Jahrhunderts. Das heutige Aussehen geht auf Veränderungen in den Jahren 1857 und 1888 zurück. Es ist ein zweigeschossiges Haus mit Drempel und einem Krüppelwalmdach. Heute befindet sich hier eine Gaststätte. | Wohnhaus, Grundstruktur |
| 09105883                          | Planeberg 64 (Lage)                                                                                           | Wohnhaus, Grundstruktur | | Wohnhaus, Grundstruktur |
| 09105884                          | Planeberg 65 (Lage)                                                                                           | Wohnhaus, Grundstruktur | | Wohnhaus, Grundstruktur |
| 09105885                          | Planeberg 67 (Lage)                                                                                           | Wohnhaus, Grundstruktur | | Wohnhaus, Grundstruktur |
| 09105886                          | Planeberg 68 (Lage)                                                                                           | Wohnhaus, Fassade | | Wohnhaus, Fassade |
| 09105887                          | Planeberg 69 (Lage)                                                                                           | Wohnhaus, Fassade | | Wohnhaus, Fassade |
| 09105888                          | Planeberg 70 (Lage)                                                                                           | Wohnhaus, Fassade | | Wohnhaus, Fassade |
| 09106388                          | Planeberg 79 (Lage)                                                                                           | Wohnhaus mit Schmiede und Kelleranlage | Nach einer Schätzung aus dem Jahr 1839 wurde das Wohnhaus wahrscheinlich um 1800 erbaut. Das Haus befindet sich an der südlichen Straßenseite an der Ecke zur Großen Kirchstraße. Es ist ein zweigeschossiges, traufständiges Haus mit einem Satteldach. Die Fassade ist reich gegliedert und hat sechs Achsen. Unter dem Dach befindet sich ein Drempel mit Okuli. Der Eingang befindet sich an der Großen Kirchstraße. | Wohnhaus mit Schmiede und Kelleranlage |
| 09106389 Teilobjekt zu: 09106388  | Planeberg 79 (Lage)                                                                                           | Schmiede | Die Schmiede befindet sich an der Großen Kirchstraße. Es ist ein eingeschossiges, traufständiges Haus mit einem Satteldach. | Schmiede |
| 09105787                          | Rothes Meer 3 (Lage)                                                                                          | Wohnhaus | Das Haus wurde im 18. Jahrhundert erbaut. Es befindet sich an der Ecke zur Nikolaistraße. Es ist ein zweigeschossiges, traufständiges Haus mit einem Satteldach. | Wohnhaus |
| 09105090                          | Schillerstraße (Lage)                                                                                         | Ehrenmal für antifaschistische Widerstandskämpfer | Das Ehrenmal wurde von dem Bildhauer Hans Hassert errichtet und am 8. September 1957 eingeweiht. Es ist eine dreiteilige Stele. Die Vorderseite zeigt einen Häftling hinter Stacheldraht und die Aufschrift Den Toten zur Ehre, den Lebenden zur Mahnung. | Ehrenmal für antifaschistische Widerstandskämpfer |
| 09105838                          | Schillerstraße 1 (Lage)                                                                                       | Evangelisches Vereinshaus | Das Vereinsheim in der Schillerstraße 1 wurde 1891 für das Kuratorium der Herberge zur Heimat erbaut, das Dachgeschoss wurde 1912 ausgebaut. Im Jahre 1915 diente das Haus als Lazarett. Zwei- und dreigeschossiger Ziegelbau, mit einem nicht stark ausgeprägten Walmdach. Erweiterungen 1912 und 1931. | Evangelisches Vereinshaus |
| 0910 Teilobjekt zu: 09105838      | Schillerstraße 1 (Lage)                                                                                       | Stall & Toilettenhaus | Das Gebäude erfolgte 1931 als Anbau auf der Westseite als separat stehender eingeschossiger Ziegelbau (auf nicht ganz quadratischem Grundriss) mit Satteldach. Datiert auf 1891. | Stall & Toilettenhaus |
| 09105655                          | Schillerstraße 6 (Lage)                                                                                       | Wohnhaus | | Wohnhaus |
| 09105627                          | Schillerstraße 20 (Lage)                                                                                      | Erziehungsheim „Emmaus“ | Das Haus wurde 1874 wurde für den Schmiedemeister Ernst Koch errichtet, 1902 erfolgte ein Aufstockung des Hauses. Im Jahre 1881 wurde es dann zum Erziehungsheim Emmaus. Das sogenannte Rettungshaus nahm Mädchen im Schulalter auf, um ihnen eine Ausbildung zu gewähren. | Erziehungsheim „Emmaus“ |
| 09105624                          | Schillerstraße 25, 27 (Lage)                                                                                  | Gaststätte mit Hoteltrakt | Das Haus wurde 1936 von Erich Schnee als Café Schnee erbaut. Der Hotelteil ist traditionell erbaut mit Satteldach und Fenstern mit Klappläden. Der Gaststättenteil ist modern geprägt, es ist ein Flachbau, das Flachdach wird als Terrasse genutzt und wird teilweise von einer Pergola begrenzt. Das Bild zeigt das Haus von der Straße Am Frauentor. | Gaststätte mit Hoteltrakt |
| 0910 Teilobjekt zu: 09105624      | Schillerstraße 25 ()                                                                                          | Hotel | | ein Bild hochladen |
| 09105621                          | Schillerstraße 29 (Lage)                                                                                      | Villa Warthmann | Die Villa wurde in den Jahren 1902 bis 1903 für den Kreisbaumeister Ernst Wartmann erbaut. Die ein- und zweigeschossige Villa wird von einem dreigeschossigen Turm mit Laterne abgeschlossen. | Villa Warthmann |
| 09105366                          | Schillerstraße 42 (Lage)                                                                                      | Schillerschule mit Turnhalle | Die Schillerschule wurde von 1903 bis 1905 erbaut. Die Einweihung war am 11. April 1905. Die Schule wurde für die Jüterboger Realschule gebaut. | Schillerschule mit Turnhalle |
| 09105618                          | Schillerstraße 44 (Lage)                                                                                      | Direktorenwohnhaus der Schillerschule | Das Wohnhaus für die Direktoren der Schillerschule wurde im Jahre 1909 erbaut. | Direktorenwohnhaus der Schillerschule |
| 09105367                          | Schillerstraße 50 (Lage)                                                                                      | Lehrerseminar (heute Goetheschule) | Das Lehrerseminar ist heute das Goethe-Schiller-Gymnasium Jüterbog. Das Gebäude wurde von 1910 bis 1912 errichtet. | weitere Bilder |
| 09105628                          | Schillerstraße 51 (Lage)                                                                                      | Kino „Schauburg“ | Das Kino Schauburg wurde 1935 bis 1936 nach einem Entwurf von Paul Backes erbaut. Es wurde auch als Mehrzweckhalle genutzt, es ist heute eine Ruine. | Kino „Schauburg“ |
| 09106267                          | Schillerstraße 55, 57 (Lage)                                                                                  | Amtsgericht | | Amtsgericht |
| 09105365                          | Schloßstraße (Lage)                                                                                           | Schlosspark | Im Jahre 1161 ist hier eine Burg urkundlich erwähnt, von ihr und dem späteren Schloss ist nichts erhalten. Die heutige Gestalt des Parkes wurde in den 1930er Jahren geprägt. In den 1960er/70er Jahren wurde der Park umgestaltet. So wurde im westlichen Teil ein Tierpark errichtet. | Schlosspark |
| 09105368                          | Schloßstraße (Lage)                                                                                           | Plastik „Spielende Kinder mit Schildkröte“, im Schlosspark | Ursprünglich befand sich die Plastik aus Bronze im Schlosspark. Sie wurde 1974 von Hans Klakow 1974 geschaffen. Die Plastik wurde im April 2015 gestohlen und nach der Rückgabe vor dem Eingang der Kita „Spiel mit“ aufgestellt. | Plastik „Spielende Kinder mit Schildkröte“, im Schlosspark |
| 09105746                          | Schloßstraße 15 (Lage)                                                                                        | Wohnhaus | Das Wohnhaus, als Fachwerkhaus ausgeführt, wurde wahrscheinlich am Anfang des 18. Jahrhunderts erbaut. Es ist eines der ältesten Häuser in der Schloßstraße. Das Haus ist unbewohnt und zerfällt. | Wohnhaus |
| 09105178                          | Schloßstraße 23, 25, 27 (Lage)                                                                                | Freihof (Uderhof), bestehend aus drei Wohnhäusern, straßenseitigem Vorgartenzaun, linkem Stallgebäude, Taubenturm, rückwärtigem Stallgebäude und Scheune | Das Gehöft besteht aus drei Gebäuden. Das Vorgängerhaus war ein Freihof, dieser war seit 1568 vom Klösterverwalter Wilhelm Uder belehnt. | Freihof (Uderhof), bestehend aus drei Wohnhäusern, straßenseitigem Vorgartenzaun, linkem Stallgebäude, Taubenturm, rückwärtigem Stallgebäude und Scheune |
| 09106614 Teilobjekt zu: 09105178  | Schloßstraße 25 ()                                                                                            | Wohnhaus | Das traufständige Wohnhaus befindet sich an der Straße. | ein Bild hochladen |
| 09106615 Teilobjekt zu: 09105178  | Schloßstraße 27 ()                                                                                            | Wohnhaus | Das giebelständige Wohnhaus steht von der Straße zurückgesetzt. | ein Bild hochladen |
| 09106616 Teilobjekt zu: 09105178  | Schloßstraße 23 ()                                                                                            | Wohnhaus | Das traufständige Wohnhaus befindet an der Straße. | ein Bild hochladen |
| 09106617 Teilobjekt zu: 09105178  | Schloßstraße 25, 27 ()                                                                                        | Stall | Der Stall befindet sich an der Südseite des Hofes. | ein Bild hochladen |
| 09106618 Teilobjekt zu: 09105178  | Schloßstraße 23 ()                                                                                            | Stall | Der Stall schließ den Hof nach Westen ab. | ein Bild hochladen |
| 09106619 Teilobjekt zu: 09105178  | Schloßstraße 25, 27 ()                                                                                        | Taubenturm | Der Taubenturm befindet sich frei auf dem Hof. | ein Bild hochladen |
| 09106620 Teilobjekt zu: 09105178  | Schloßstraße 25, 27 ()                                                                                        | Scheune | Die Scheune schließt den Hof zu Westen ab. | ein Bild hochladen |
| 09105343                          | Schulstraße, Große Straße 86 (Lage)                                                                           | Katholische Pfarrkirche St. Hedwig mit so genannter Tetzelkapelle | Die katholische Kirche entstand 1893 im neugotischen Stil. Von der ursprünglichen Ausstattung ist nur wenig übrig geblieben. | weitere Bilder |
| 09106167 Teilobjekt zu: 09105343  | Schulstraße, Große Straße 86 ()                                                                               | Orgel | Die Orgel stammt aus der Zeit Ende des 19. Jahrhunderts, das Prospekt ist im neugotischen Stil gehalten. Der Orgelbauer war Ernst Röver aus Neindorf bei Quedlinburg. | ein Bild hochladen |
| 09106168 Teilobjekt zu: 09105343  | Schulstraße, Große Straße 86 ()                                                                               | Kapelle | Mit der Kirche verbunden ist die sogenannte Tetzelkapelle, ein spätgotischer Bau aus dem 15. Jahrhundert. Unter der Kapelle befindet sich ein mittelalterliche Kelleranlage. | ein Bild hochladen |
| 09105788                          | Speicherweg 1 (Lage)                                                                                          | Drei Speichergebäude des Proviantamts Neues Lager | | Drei Speichergebäude des Proviantamts Neues Lager |
| 09107025 Teilobjekt zu: 09105788  | Speicherweg 1 ()                                                                                              | Speicher | Es ist der östliche Speicher. | ein Bild hochladen |
| 09107026 Teilobjekt zu: 09105788  | Speicherweg 1 ()                                                                                              | Speicher | Es ist der westliche Speicher. | ein Bild hochladen |
| 09107027 Teilobjekt zu: 09105788  | Speicherweg 1 ()                                                                                              | Speicher | | ein Bild hochladen |
| 09105181                          | Tauentzienstraße, Alte Garnison, Bülowstraße, Brückenstraße, Friedensstraße, Parkstraße, Schmidtstraße (Lage) | Feldartillerie- und Fußartillerie-Schießschule (Jüterbog II), bestehend aus fünf Mannschaftsgebäuden, Stallanlage, zwei Wirtschaftsgebäuden, Verwaltungsgebäude, Hauptwache, Waschanstalt, Hörsaalgebäude, Offizierskasino, kleinem Stall, zwei Wassertürmen, Pumpenhaus, 17 Wohngebäuden (einige mit schmiedeeisernen Einfriedungen) sowie der Pflasterung der Straßen und Höfe | Die Feldartillerie- und Fußartillerie-Schießschule entstand 1890. Bis 1902 wurde die Schießschule im Stil des Märkischen Backsteingotik erbaut. | weitere Bilder |
| 09106621 Teilobjekt zu: 09105181  | Tauentzienstraße (Lage)                                                                                       | Mannschaftsgebäude | Das Gebäude Nr. 1 befindet sich am Ostende der Mannschaftgebäude. | BW |
| 09106622 Teilobjekt zu: 09105181  | Tauentzienstraße (Lage)                                                                                       | Mannschaftsgebäude | Das Gebäude Nr. 2 steht westlich des Gebäudes Nr. 1 | BW |
| 09106623 Teilobjekt zu: 09105181  | Tauentzienstraße (Lage)                                                                                       | Mannschaftsgebäude | Das Gebäude Nr. 4 steht gegenüber der Einmündung der Schmidtstraße. | BW |
| 09106624 Teilobjekt zu: 09105181  | Tauentzienstraße (Lage)                                                                                       | Mannschaftsgebäude | Das Gebäude Nr. 8 steht westlich der Parkstraße. | BW |
| 09106625 Teilobjekt zu: 09105181  | Tauentzienstraße (Lage)                                                                                       | Mannschaftsgebäude | Das Gebäude Nr. 11 befindet sich am westlichen Ende der Kasernenbauten. | BW |
| 09106626 Teilobjekt zu: 09105181  | Bülowstraße (Lage)                                                                                            | Stall | Der Gebäudekomplex Nr. 5 befindet sich nördlich der Mannschaftsgebäude. | BW |
| 09106627 Teilobjekt zu: 09105181  | Tauentzienstraße (Lage)                                                                                       | Verwaltungsgebäude | Das Verwaltungsgebäude (Gebäude Nr. 3) befindet sich gegenüber des ehemaligen Offizierskasinos. | BW |
| 09106628 Teilobjekt zu: 09105181  | Tauentzienstraße (Lage)                                                                                       | Wirtschaftsgebäude & Badeanstalt | Das Gebäude Nr. 6 Befindet sich an der Ecke von Park- und Tauentzienstraße. | BW |
| 09106629 Teilobjekt zu: 09105181  | Parkstraße 31 (Lage)                                                                                          | Wohnhaus | Das Gebäude Nr. 29 / Hauptwache befindet sich an der Einmündung der Parkstraße und Tauentzienstraße. | BW |
| 09106630 Teilobjekt zu: 09105181  | Tauentzienstraße (Lage)                                                                                       | Offizierskasino & Stabsgebäude | Gebäude Nr. 15 | BW |
| 09106631 Teilobjekt zu: 09105181  | Tauentzienstraße (Lage)                                                                                       | Kasino | Das Kasino befindet sich nahe der Einmündung der Friedensstraße. | BW |
| 09106632 Teilobjekt zu: 09105181  | Alte Garnison (Lage)                                                                                          | Wirtschaftsgebäude / Badeanstalt | Das Gebäude Nr. 7 steht im östlichen Bereich der Kaserne zwischen Mannschaftsgebäuden und den Ställen. | BW |
| 09106633 Teilobjekt zu: 09105181  | Bülowstraße 17, 19 (Lage)                                                                                     | Seminargebäude | Gebäude Nr. 14 | Seminargebäude |
| 09106634 Teilobjekt zu: 09105181  | Bülowstraße (Lage)                                                                                            | Wasserturm | | BW |
| 09106635 Teilobjekt zu: 09105181  | Brückenstraße (Lage)                                                                                          | Wasserturm | | BW |
| 09106636 Teilobjekt zu: 09105181  | Parkstraße 31 (Lage)                                                                                          | Pumpenhaus | Gebäude Nr. 28 | BW |
| 09106637 Teilobjekt zu: 09105181  | Parkstraße 31 (Lage)                                                                                          | Wohnhaus | Die Wäscherei/Wohnhaus (Gebäude Nr. 27) befindet sich an der Einmündung zur Tauentzienstraße. | BW |
| 09106638 Teilobjekt zu: 09105181  | Brückenstraße 66 (Lage)                                                                                       | Wohnhaus | Gebäude Nr. 36 | BW |
| 09106639 Teilobjekt zu: 09105181  | Brückenstraße 67 (Lage)                                                                                       | Wohnhaus | Gebäude Nr. 37 | BW |
| 09106640 Teilobjekt zu: 09105181  | Friedenstraße 1 (Lage)                                                                                        | Wohnhaus | Gebäude Nr. 34 | BW |
| 09106641 Teilobjekt zu: 09105181  | Brückenstraße 32 (Lage)                                                                                       | Wohnhaus | Gebäude Nr. 35 | BW |
| 09106642 Teilobjekt zu: 09105181  | Brückenstraße 26 (Lage)                                                                                       | Wohnhaus | Gebäude Nr. 20 | BW |
| 09106643 Teilobjekt zu: 09105181  | Brückenstraße 27 (Lage)                                                                                       | Wohnhaus | Gebäude Nr. 21 | BW |
| 09106191 Teilobjekt zu: 09105181  | Brückenstraße 27 (Lage)                                                                                       | Stall | Gebäude Nr. 22 | BW |
| 091066644 Teilobjekt zu: 09105181 | Brückenstraße 29 (Lage)                                                                                       | Wohnhaus | Gebäude Nr. 24 | BW |
| 09106645 Teilobjekt zu: 09105181  | Brückenstraße 28 (Lage)                                                                                       | Wohnhaus | Gebäude Nr. 23 | BW |
| 09106646 Teilobjekt zu: 09105181  | Tauentzienstraße 8 (Lage)                                                                                     | Wohnhaus | Gebäude Nr. 16 | BW |
| 09106647 Teilobjekt zu: 09105181  | Tauentzienstraße 10,12 (Lage)                                                                                 | Wohnhaus | Gebäude Nr. 17 | BW |
| 09106648 Teilobjekt zu: 09105181  | Brückenstraße 24 (Lage)                                                                                       | Wohnhaus | Gebäude Nr. 18 | BW |
| 09106190 Teilobjekt zu: 09105181  | Brückenstraße 25 (Lage)                                                                                       | Wohnhaus | Gebäude Nr. 19 | BW |
| 09106649 Teilobjekt zu: 09105181  | Schmidtstraße 2 (Lage)                                                                                        | Wohnhaus | Gebäude Nr. 25 | BW |
| 09106650 Teilobjekt zu: 09105181  | Parkstraße 29 (Lage)                                                                                          | Wohnhaus | Gebäude Nr. 26 | BW |
| 09106651 Teilobjekt zu: 09105181  | Parkstraße 26, 28 (Lage)                                                                                      | Wohnhaus | Gebäude Nr. 30 | BW |
| 09106652 Teilobjekt zu: 09105181  | Tauentzienstraße 24, 26 (Lage)                                                                                | Wohnhaus | Gebäude Nr. 32 | BW |
| 09106653 Teilobjekt zu: 09105181  | Brückenstraße 31 (Lage)                                                                                       | Wohnhaus | Gebäude 33 | BW |
| 09105354                          | Töpfergasse 1 (Lage)                                                                                          | Stadtgefängnis | Das Haus wurde als Wohnhaus im Jahre 1823 erbaut, 1849 wurde es als Gefängnis umgebaut. Es ist ein zweigeschossiges Fachwerkhaus direkt südlich des Rathauses. 1938 wurde das Gefängnis in Wohnungen umgebaut, seit einem weiteren Umbau 1991/1992 befindet sich hier das Bauamt. Südlich des Hauses auf dem ehemaligen Hof befindet sich ein Brunnen. | Stadtgefängnis |
| 09105776                          | Treuenbrietzener Straße (Lage)                                                                                | Garnisonslazarett Neues Lager, bestehend aus Altem Verwaltungsgebäude, fünf Krankenbaracken, Stallgebäude, Leichenhalle, Kohleschuppen, Lagerhaus mit Maschinistenwohnung, neuem Hauptgebäude, Küchengebäude, Wäscherei, Stromhäuschen, Nebengebäude, Einfriedung der Anlage sowie gärtnerischer Gestaltung | Das Garnisonslazarett wurde von 1889 bis 1893 erbaut. In den 1930er Jahren wurde das Lazarett erweitert. Neben dem Militär wurden auch Familienangehörige der Soldaten und Privatpersonen versorgt. So gab es auch eine Sonderstation für Geburtshilfe. Die Gebäude überstanden den Zweiten Weltkrieg fast ohne Schaden. Nach 1945 nutzt die Rote Armee die Gebäude. | [[Vorlage:Bilderwunsch/code!/C:51.99449,13.031173!/D:Treuenbrietzener Straße, Garnisonslazarett Neues Lager, bestehend aus Altem Verwaltungsgebäude, fünf Krankenbaracken, Stallgebäude, Leichenhalle, Kohleschuppen, Lagerhaus mit Maschinistenwohnung, neuem Hauptgebäude, Küchengebäude, Wäscherei, Stromhäuschen, Nebengebäude, Einfriedung der Anlage sowie gärtnerischer Gestaltung!/\|BW]] |
| 09106992 Teilobjekt zu: 09105776  | Treuenbritzener Straße ()                                                                                     | Verwaltungsgebäude | | ein Bild hochladen |
| 09106993 Teilobjekt zu: 09105776  | () | Baracke | | ein Bild hochladen |
| 09106994 Teilobjekt zu: 09105776  | () | Baracke | | ein Bild hochladen |
| 09106995 Teilobjekt zu: 09105776  | () | Lagerhaus | | ein Bild hochladen |
| 09106996 Teilobjekt zu: 09105776  | Treuenbritzener Straße ()                                                                                     | Leichenhalle | | ein Bild hochladen |
| 09106997 Teilobjekt zu: 09105776  | () | Lagerhaus | | ein Bild hochladen |
| 09106998 Teilobjekt zu: 09105776  | Treuenbritzener Straße ()                                                                                     | Garage | | ein Bild hochladen |
| 09106999 Teilobjekt zu: 09105776  | Treuenbritzener Straße ()                                                                                     | Lazarettgebäude | | ein Bild hochladen |
| 09107000 Teilobjekt zu: 09105776  | () | Küchengebäude | | ein Bild hochladen |
| 09107001 Teilobjekt zu: 09105776  | () | Wäscherei | | ein Bild hochladen |
| 09107002 Teilobjekt zu: 09105776  | () | Trafostation | | ein Bild hochladen |
| 09106271 Teilobjekt zu: 09105776  | () | Park | | ein Bild hochladen |
| 09105605                          | Vorstadt Neumarkt 24 (Lage)                                                                                   | Wohnhaus | Das Haus wurde in der zweiten Hälfte des 18. Jahrhunderts erbaut. Es ist ein eingeschossiges, giebelständiges Haus mit einem Satteldach. Die Fassade hat drei Achsen und ist mit Stuck im Neorenaissancestil geschmückt. Der Eingang befindet sich an der linken Traufseite. | Wohnhaus |
| 09105363                          | Waldauer Weg (Lage)                                                                                           | Grabstätte für 14 polnische Zwangsarbeiter, auf dem Südfriedhof | Die Grabstätten sind von Hecken umgeben, dazwischen befindet sich Rasen. An einer Längsseite des Platzes befinden sich zwei Grabsteine aus schwarzen Stein. Auf dem linken Stein eine deutsche Inschrift, auf dem rechten Stein eine polnische Inschrift. Darunter jeweils sieben Namen und Daten der Opfer. Die deutsche Inschrift lautet: „Hier ruhen 14 polnische Bürger. Opfer des faschistischen Terrors. Ehre ihrem Andenken“. | Grabstätte für 14 polnische Zwangsarbeiter, auf dem Südfriedhof |
| 09105648                          | Wursthof 13 (Lage)                                                                                            | Wohnstallhaus | | Wohnstallhaus |
| 09105889                          | Zinnaer Straße 2 (Lage)                                                                                       | Wohnhaus, Grundstruktur | Zinnaer Straße | Wohnhaus, Grundstruktur |
| 09105890                          | Zinnaer Straße 3 (Lage)                                                                                       | Wohnhaus, Grundstruktur | | Wohnhaus, Grundstruktur |
| 09105891                          | Zinnaer Straße 4 (Lage)                                                                                       | Wohnhaus, Grundstruktur | Das Haus in der Zinnaer Straße 4 befindet sich direkt am Zinnaer Tor der Stadtbefestigung. Erbaut wurde das Haus nach 1740, Bauherr war der Bäcker Lehmann. Ab 1859 gehörte das Haus dem Schlosser Paul Wünschmann, das Zunftzeichen ist erhalten. Es ist ein zweigeschossiges, traufständiges Haus mit einem Satteldach. Unter dem Haus befindet sich ein alter Keller. | Wohnhaus, Grundstruktur |
| 09105892                          | Zinnaer Straße 5 (Lage)                                                                                       | Wohnhaus, Grundstruktur | | Wohnhaus, Grundstruktur |
| 09105893                          | Zinnaer Straße 6 (Lage)                                                                                       | Wohnhaus, Grundstruktur | Das Haus wurde in der Mitte des 18. Jahrhunderts erbaut. Es ist ein zweigeschossiger, traufständiger Bau mit einem Satteldach. Die Fassade besteht aus neun Achsen, sie ist einfach gegliedert mit Gurtsims und Lisenen. Die Durchfahrt in der Mitte wurde 1899 eingefügt. Unter dem Gebäude befindet sich ein Keller mit einem Tonnengewölbe. | Wohnhaus, Grundstruktur |
| 09105894                          | Zinnaer Straße 7 (Lage)                                                                                       | Wohnhaus, Grundstruktur | Das Wohnhaus wurde wahrscheinlich um 1800 erbaut. Es ist ein zweigeschossiges, traufständiges Haus mit einem Krüppelwalmdach. Die Fassade wurde 1936/1937 umgebaut, es entstand ein Eingang mit einem von zwei Säulen getragenen Erker. Unter dem Haus befindet sich ein mehrteiliger Keller aus dem Mittelalter. | Wohnhaus, Grundstruktur |
| 09105895                          | Zinnaer Straße 8 (Lage)                                                                                       | Wohnhaus, Grundstruktur | Das Haus wurde erstmals 1779 erwähnt, zwischen 2008 und 2010 wurde es restauriert. | Wohnhaus, Grundstruktur |
| 09105896                          | Zinnaer Straße 9 (Lage)                                                                                       | Wohnhaus, Grundstruktur | Das Haus ist nicht bewohnt und ist vom Verfall bedroht (2014). | Wohnhaus, Grundstruktur |
| 09105897                          | Zinnaer Straße 10 (Lage)                                                                                      | Wohnhaus, Grundstruktur | | Wohnhaus, Grundstruktur |
| 09105898                          | Zinnaer Straße 11 (Lage)                                                                                      | Wohnhaus, Grundstruktur | | Wohnhaus, Grundstruktur |
| 09105899                          | Zinnaer Straße 12 (Lage)                                                                                      | Wohnhaus, Grundstruktur | | Wohnhaus, Grundstruktur |
| 09105900                          | Zinnaer Straße 13 (Lage)                                                                                      | Wohnhaus, Grundstruktur | | Wohnhaus, Grundstruktur |
| 09105901                          | Zinnaer Straße 14 (Lage)                                                                                      | Wohnhaus, Grundstruktur | Das Haus wurde um 1680 erbaut. Es ist ein zweigeschossiges, giebelständiges Fachwerkhaus. Die Fassade ist aus dem Jahr 1876, hat drei Achsen und ist massiv. Der Eingang befindet sich in der rechten Achse. Bis zum Jahr 1880 befand sich eine Schwarze Küche im Haus. Unter dem linken Teil des Hauses befindet sich ein Keller mit Tonnengewölbe aus dem Mittelalter. | Wohnhaus, Grundstruktur |
| 09105789                          | Zinnaer Straße 15 (Lage)                                                                                      | Wohnhaus und Stallgebäude | | Wohnhaus und Stallgebäude |
| 09107028 Teilobjekt zu: 09105789  | Zinnaer Straße 15 (Lage)                                                                                      | Hofgebäude | Zweigeschossiges Quergebäude (Fachwerk-Lehm-Bau), der den Hof südlich abschließt. Datiert auf 1746/1755. | Hofgebäude |
| 09105902                          | Zinnaer Straße 16 (Lage)                                                                                      | Wohnhaus, Grundstruktur | | Wohnhaus, Grundstruktur |
| 09105903                          | Zinnaer Straße 17 (Lage)                                                                                      | Gaststätte „Braukrug“, Grundstruktur | Hier, und im Haus Markt 5, befand sich der Gasthof „Zu den Sieben Kurfürsten“. Das Gasthaus wurde im Dreißigjährigen Krieg zerstört. Das Haus wurde in der Mitte des 18. Jahrhunderts erbaut. Es ist ein zweigeschossiger, traufständiger Fachwerkbau mit einem Krüppelwalmdach. Die Fassade ist um 1833 entstanden, sie besteht aus sechs Achsen, die mittleren Achsen bilden ein Risalit. Der Eingang befindet sich in der dritten Achse von links, davor eine kurze Freitreppe. | Gaststätte „Braukrug“, Grundstruktur |
| 09105904                          | Zinnaer Straße 19 (Lage)                                                                                      | Wohnhaus, Grundstruktur | | Wohnhaus, Grundstruktur |
| 09105905                          | Zinnaer Straße 21 (Lage)                                                                                      | Wohnhaus, Grundstruktur | | Wohnhaus, Grundstruktur |
| 09105906                          | Zinnaer Straße 22 (Lage)                                                                                      | Wohnhaus, Grundstruktur | Das Haus wurde wahrscheinlich in der ersten Hälfte des 18. Jahrhunderts erbaut. Es ist ein traufständiges, zweigeschossiges Haus aus Fachwerk. Im Jahr 1833 wurde die Fassade erneuert und Wände massiv erneuert. Der Eingang befindet sich in der zweiten Achse von rechts, davor eine Freitreppe. | Wohnhaus, Grundstruktur |
| 09105360                          | Zinnaer Straße 23, 24 (Lage)                                                                                  | Gasthof „Zum Mohren“, Grundstruktur | Das Haus wurde ab 1610 erbaut. Es ist das letzte dreigeschossige Haus in Jüterbog aus dieser Zeit. | Gasthof „Zum Mohren“, Grundstruktur |
| 09105907                          | Zinnaer Straße 25 (Lage)                                                                                      | Wohnhaus mit Seitenflügel und Kelleranlage | Wohnhaus datiert auf 1832. Fachwerk verputzt, zweigeschossig, Satteldach. Zwei Seitenflügel, mehrräumige Kelleranlage unter dem linken Teil der Wohnanlage. | Wohnhaus mit Seitenflügel und Kelleranlage |
| 09107223 Teilobjekt zu: 09105907  | Zinnaer Straße 25 (Lage)                                                                                      | Seitenflügel | Rechts an das Wohnhaus anschließend, zweigeschossiger Ziegelbau, Pultdach. Datiert auf 1882. | Seitenflügel |
| 09107224 Teilobjekt zu: 09105907  | Zinnaer Straße 25 (Lage)                                                                                      | Seitenflügel | Links an das Wohnhaus anschließend, eingeschossiger Ziegelbau, Pultdach. Datiert auf 1912. | Seitenflügel |
| 09107225 Teilobjekt zu: 09105907  | Zinnaer Straße 25 (Lage)                                                                                      | Kelleranlage | Kelleranlage vereint mehrere Kellerräume, kein reiner Ziegelbau (Stein-Variationen), Tonnengewölbe, eingeschossig. Datiert auf 1401/1500. | BW |
| 09105908                          | Zinnaer Straße 26 (Lage)                                                                                      | Wohnhaus, Grundstruktur | | Wohnhaus, Grundstruktur |
| 09105909                          | Zinnaer Straße 27 (Lage)                                                                                      | Wohnhaus, Grundstruktur | | Wohnhaus, Grundstruktur |
| 09105910                          | Zinnaer Straße 28 (Lage)                                                                                      | Wohnhaus, Grundstruktur | | Wohnhaus, Grundstruktur |
| 09105911                          | Zinnaer Straße 29 (Lage)                                                                                      | Wohnhaus, Grundstruktur | | Wohnhaus, Grundstruktur |
| 09105180                          | Zinnaer Straße 30 (Lage)                                                                                      | Wohnhaus, Grundstruktur | | Wohnhaus, Grundstruktur |
| 09105912                          | Zinnaer Straße 31 (Lage)                                                                                      | Wohnhaus, Grundstruktur | | Wohnhaus, Grundstruktur |
| 09105913                          | Zinnaer Straße 32 (Lage)                                                                                      | Wohnhaus, Grundstruktur | | Wohnhaus, Grundstruktur |
| 09105361                          | Zinnaer Vorstadt 1, 2 (Lage)                                                                                  | Stallgebäude mit Oberlaube | Das Gebäude entstand im späten 18. oder frühen 19. Jahrhundert (1786/1815). Es ist ein zweigeschossiger Fachwerkbau mit Lehm, mit vorkragendem Laubengang auf der Hofseite. Im Laubengang bogige Fenster- und Türöffnungen. Das Gebäude befindet sich auf der rechten Hofseite. Heute seltenes Objekt einer prägenden aber überkommenden Bauweise für diese Region. | Stallgebäude mit Oberlaube |
| 09105950                          | Zinnaer Vorstadt 31 (Lage)                                                                                    | Saalbau der Gastwirtschaft „Bürgergarten“ | Noch recht gut erhaltener Gaststätten-Saal der ehemaligen Gastwirtschaft Bürgergarten. Ein Anbau an die bereits 1869 entstandene Gastwirtschaft. Das Fassungsvermögen lag bei 1200 Personen. Datiert auf 1912. | Saalbau der Gastwirtschaft „Bürgergarten“ |
| 09105614                          | Zinnaer Vorstadt 36, 36a (Lage)                                                                               | Doppelwohnhaus, straßenseitige Fassade (Westfassade) und Treppenhausanlagen | Das Haus wurde in den Jahren 1904 bis 1905 erbaut. Im Jahre 1919 wurde ein Laden mit großem Fenster in dem Haus eingerichtet. Die Häuser sind fast spiegelsymmetrisch, die Farbe der Ziegel ist unterschiedlich. Im Inneren befinden sich geräumige Wohnungen. Im Original erhalten sind noch Fenster, Türen, Balkone und Geländer. | Doppelwohnhaus, straßenseitige Fassade (Westfassade) und Treppenhausanlagen |
| 09105863                          | Zinnaer Vorstadt 37 (Lage)                                                                                    | Wohnhaus | | Wohnhaus |
| 09106246                          | Zinnaer Vorstadt 54 (Lage)                                                                                    | Gehöft, bestehend aus Wohnhaus mit Stallgebäude | Zweigeschossiger Fachwerk-Ziegelbau mit Satteldach. Datiert auf 1819. Das ursprünglich links an das Wohnhaus anschließende Torhaus existiert nicht mehr. | Gehöft, bestehend aus Wohnhaus mit Stallgebäude |
| 09106247 Teilobjekt zu: 09106246  | Zinnaer Vorstadt 54 (Lage)                                                                                    | Stall | Schlichter zweigeschossiger Fachwerk-Ziegelbau, ursprünglich mit Satteldach, später dann ein Pultdach. Datiert auf ca. 1850. Der Stall liegt unmittelbar hinter dem links neben dem Wohnhaus anschließendem nicht mehr existierenden Torhaus. | Stall |
| 09105949                          | Zinnaer Vorstadt 65 (Lage)                                                                                    | Wohnhaus mit Stallgebäude | Zweigeschossig mit Krüppelwalmdach. Datiert auf ca. 1825. Ein Umbau erfolgte 1893 (Vorderfront-Erneuerung) und 1897 (hofseitige Erweiterung). | Wohnhaus mit Stallgebäude |
| 09170140 Teilobjekt zu: 09105949  | Zinnaer Vorstadt 65 (Lage)                                                                                    | Stall | Schlichter zweigeschossiger Ziegelbau, auf der rechten Seite des Hofes liegend. Datiert auf 1877. | BW |
| 09105790                          | Zum Schießplatz 18 (Lage)                                                                                     | Fahrzeughalle | | Fahrzeughalle |

### Jüterbog-Neumarkt
Der Ortsteil Neumarkt ist einer der Siedlungskerne aus dem Mittelalter. Allerdings wurde Neumarkt erst 1950 zu Jüterbog eingemeindet. Der Ortsteil liegt östlich der Altstadt von Jüterbog, nur getrennt durch die Nuthe. Gegründet wurde Neumarkt wohl in der zweiten Hälfte des 12. Jahrhunderts.
| ID-Nr.                           | Lage                  | Bezeichnung                                                                           | Beschreibung | Bild                                                                                  |
| -------------------------------- | --------------------- | ------------------------------------------------------------------------------------- | --- | ------------------------------------------------------------------------------------- |
| 09105095                         | (Lage)                | Neumarkt mit Tanzberg                                                                 | Zwischen Dorfplatz und der Hauptstraße befindet sich der Tanzberg, eine etwa 5 Meter hohe Erhebung. Die Bebauung ist aus dem 19. Jahrhundert. | Neumarkt mit Tanzberg                                                                 |
| 09106565 Teilobjekt zu: 09105095 | (Lage)                | Sühnekreuz                                                                            | | Sühnekreuz                                                                            |
| 09105344                         | (Lage)                | St. Jacobi                                                                            | Die evangelische Kirche St. Jacobi wurde in der ersten Hälfte des 13. Jahrhunderts erbaut. Im Inneren befindet sich ein Altaraufsatz aus Sandstein aus dem Jahr 1736. | weitere Bilder                                                                        |
| 09106170 Teilobjekt zu: 09105344 | (Lage)                | Orgel                                                                                 | Die Orgel wurde 1932 von der Firma Sauer erstellt. | BW                                                                                    |
| 09105604                         | Dorfstraße 20 (Lage)  | Wohnhaus                                                                              | Das Wohnhaus gehört zu einem Gehöft. Es ist das älteste Gebäude der Anlage. Das niedrige Haus ist als Lehmfachwerkhaus gebaut und hat ein Satteldach. | Wohnhaus                                                                              |
| 09105603                         | Dorfstraße 23 (Lage)  | Stallgebäude mit Oberlaube                                                            | Das zu dem Stallgebäude gehörende Gehöft liegt an der Ostseite des Dorfplatzes. Der Stall wurde um das Jahr 1800 erbaut. Es ist ein zweigeschossiges Fachwerkhaus. | Stallgebäude mit Oberlaube                                                            |
| 09105596                         | Hauptstraße 30 (Lage) | Gehöft, bestehend aus Wohnhaus, seitlichen Torhäusern, zwei Stallgebäuden und Scheune | Das Gehöft wurde um 1870 herum als Gehöft für einen Schulzen erbaut. Das Wohnhaus ist ein Putzhaus mit Drempel und Satteldach. An jeder Seite des Hauses steht ein Torhaus. Diese sind wie die Wirtschaftsgebäude mit roten Ziegel gebaut worden. Links liegt der Kuhstall, rechts befindet sich der Pferde- und Schweinestall. | Gehöft, bestehend aus Wohnhaus, seitlichen Torhäusern, zwei Stallgebäuden und Scheune |
| 09106777 Teilobjekt zu: 09105596 | Hauptstraße 30 (Lage) | Wohnhaus                                                                              | Zweigeschossiger verputzter Ziegelbau, Satteldach. Datiert auf 1870/1879. | Wohnhaus                                                                              |
| 09106778 Teilobjekt zu: 09105596 | Hauptstraße 30 (Lage) | Torhaus                                                                               | Derer zwei (Abb.: rechtes Tor), das ist hier eine Besonderheit, jeweils rechts und links vom Wohnhaus liegend. Eingeschossige Ziegelbauten, Satteldach. Datiert auf 1870/1879. | Torhaus                                                                               |
| 09106779 Teilobjekt zu: 09105596 | Hauptstraße 30 (Lage) | Pferde- & Schweinestall                                                               | Der Stall schließt den Hof rechtsseitig ab. Eineinhalbgeschossiger Ziegelbau, Satteldach. Datiert auf 1928. | Pferde- & Schweinestall                                                               |
| 09106780 Teilobjekt zu: 09105596 | Hauptstraße 30 (Lage) | Kuhstall                                                                              | Der Kuhstall schließt den Hof linksseitig ab. Eineinhalbgeschossiger Ziegelbau, Satteldach. Datiert auf 1870/1879. | Kuhstall                                                                              |
| 09106781 Teilobjekt zu: 09105596 | Hauptstraße 30 (Lage) | Scheune                                                                               | Die Scheune schließt den Hof rückwärtig ab. Ziegelbau, Satteldach. In der Bauform einfacher gehalten. Es wird vermutet, dass sie später entstanden ist. Datiert auf 1870/1879. | BW                                                                                    |

### Kloster Zinna
Das Gebiet um Kloster Zinna ist seit der Bronzezeit besiedelt. Im Jahre 1170 wurde vom Magdeburger Erzbischof Wichmann das Zisterzienserkloster gegründet. Es wurde in dem nordwestlichen Teil des heutigen Ortes gegründet. Das Kloster entwickelte sich zu einem der großen Grundbesitzer, so gehörten zahlreiche Dörfer der Umgebung, die Stadt Luckenwalde und Ländereinem im Barnim. Im Jahre 1533 wurde das Kloster aufgelöst, es wurde das Amt Zinna gebildet. Im Jahre 1764 wurde nach Planungen von König Friedrich II. eine Leinweberkolonie erbaut. Es wurde ein rechtwinkliges Straßennetz angelegt, in der Mitte ist ein achteckiger Platz. Das meiste sind Doppelhäuser. 1919 wurde eine Plüschweberei eröffnet, diese wurde nach dem Zweiten Weltkrieg als VEB Plüsch- und Möbelstoffweberei Hohenstein-Ernstthal weiter geführt.
| ID-Nr.                           | Lage                                                 | Bezeichnung | Beschreibung | Bild |
| -------------------------------- | ---------------------------------------------------- | --- | --- | --- |
| 09105009                         | (Lage)                                               | Webersiedlung Kloster Zinna | Die ehemalige Webersiedlung wurde von 1764 bis 1777 gebaut. In der Mitte der Siedlung befindet sich ein quadratischer Marktplatz, die Straßen bilden ein rechtwinkliges Netz. Die Häuser sind meistens Doppelhäuser auf schmalen Grundstücken. Es sind traufständige, eingeschossige Häuser mit einem Krüppelwalmdach. Daneben gibt es noch eingeschossige, traufständige Häuser mit Satteldach. Die Sonderbauten sind entsprechend den Ansprüchen erbaut worden, ein Beispiel ist die Oberförsterei am zentralen Platz. | Webersiedlung Kloster Zinna |
| 09105003                         | Am Kloster, Klosterstraße (Lage)                     | Zisterzienserkloster | Das Zisterzienserkloster Kloster Zinna ist ein früheres Kloster der Zisterzienser, das 1170 durch den Erzbischof von Magdeburg Wichmann gegründet wurde. Von dem Kloste sind noch wesentliche Reste vorhanden. Erhalten geblieben sind die Kirche, der Westflügel der Klausur, das Siechenhaus, die Neue Abtei, das Pfarrhaus, der Fließkeller und das Brauhaus. Dazu findet sich Reste von Mauern und Gebäuden. | weitere Bilder |
| 09106498 Teilobjekt zu: 09105003 | Am Kloster 8 ()                                      | Klosterkirche | | Klosterkirche |
| 09106049 Teilobjekt zu: 09105003 | Am Kloster, Klosterstraße ()                         | Orgel | | Orgel |
| 09106152 Teilobjekt zu: 09105003 | Am Kloster, Klosterstraße ()                         | Glocke | 1498 | ein Bild hochladen |
| 09106153 Teilobjekt zu: 09105003 | Am Kloster, Klosterstraße ()                         | Glocke | 1491 | ein Bild hochladen |
| 09106153 Teilobjekt zu: 09105003 | Am Kloster, Klosterstraße ()                         | Glocke | 1495 | ein Bild hochladen |
| 09106499 Teilobjekt zu: 09105003 | Am Kloster 4 (Lage)                                  | Konversenhaus bzw. Konversenflügel | Das Konversenhaus (Haus der Laienbrüder) befindet sich im Westflügel der Klausur, westlich anschließend an die Klosterkirche. Am Haus sind Ansätze des ehemaligen Kreuzgangs noch deutlich erkennbar, der es mit der Klosterkirche verband. | Konversenhaus bzw. Konversenflügel |
| 09106500 Teilobjekt zu: 09105003 | Am Kloster 1 (Lage)                                  | Pfarrhaus / Gästehaus | Das im 16. Jh. errichtete Gästehaus liegt der Klausur strategisch abgewandt. Es erfüllte politische und repräsentative Aufgaben. | Pfarrhaus / Gästehaus |
| 09106501 Teilobjekt zu: 09105003 | Am Kloster 6 (Lage)                                  | Abthaus, sog. Neue Abtei | Im 15. Jh. errichtet, Spätgotik. Gebäude gleicht einem Residenzbau (Wohnräume des Abts, eigene Kapelle und zugehörige Abtsküche im Kellergeschoss). Varia: Mittels mündlicher Befragung eines Klosteranlagen-Mitarbeiters wurde festgestellt, dass Abthaus und Siechenhaus/Hospiz in der Postanschrift die Hausnummer 6 führen. Eine Hausnummer 8 gäbe es schon lange nicht mehr (falls es sie überhaupt gab). | Abthaus, sog. Neue Abtei |
| 09106502 Teilobjekt zu: 09105003 | Am Kloster 6 (Lage)                                  | Klosterhospiz / Infirmerie (Siechenhaus) auch Alte Abtei | Östlich und parallel zum einstigen Klausur-Ostflügel, befindet sich die sogenannte Alte Abtei. Das Gebäude wurde nicht als Abtsgebäude, sondern bereits zur Bauzeit als Krankensaal und Siechenhaus (infirmitorium) errichtet. Neben der Pflege der schwachen, kranken und alten Mönche, diente es als Herberge (hospitum) hochrangiger Gäste. Das Siechenhaus war durch einen zweischiffigen Gebäudetrakt mit dem Klausur-Ostflügel verbunden gewesen. Varia: Mittels mündlicher Befragung eines Klosteranlagen-Mitarbeiters wurde festgestellt, dass Siechenhaus/Hospiz und Abthaus in der Postanschrift die Hausnummer 6 führen. Eine Hausnummer 8 gäbe es schon lange nicht mehr (falls es sie überhaupt gab). | Klosterhospiz / Infirmerie (Siechenhaus) auch Alte Abtei |
| 09106503 Teilobjekt zu: 09105003 | Am Kloster (Lage)                                    | Klausur | Die Klausur, der den Mönchen vorbehaltene Teil des Klosters, bestehend aus Ostflügel (parallel und westlich der Alten Abtei) und Westflügel (in der entsprechenden Ausrichtung an das Kirchenschiff ansetzend). Der Westflügel setzt sich zusammen aus Konversenhaus (Cellarium, im Obergeschoss, Dormitorium der Konversen) und dem südlich vorgelagerten Konversenrefektorium (Reste noch erkennbar). Bogenrudimente des früher anschließenden Gewölbes des Kreuzgangs noch erkennbar. Der Klausur-Ostflügel war durch einen zweischiffigen Gebäudetrakt mit dem Siechenhaus verbunden gewesen. | Klausur |
| 09106504 Teilobjekt zu: 09105003 | Am Kloster 6 (Lage)                                  | Keller | Im Kellergeschoss befand sich eine dem Abthaus zugehörige Abtsküche. | BW |
| 09106505 Teilobjekt zu: 09105003 | (Lage)                                               | Klostermauer | Hinter dem Abtshaus verlaufend in Richtung Klosterkirche/Friedhof. | Klostermauer |
| 09106506 Teilobjekt zu: 09105003 | Am Kloster, Klosterstraße (Lage)                     | Brauhaus | Das Brauhaus liegt südlich des Konversenhauses und Konversenrefektoriums, dem Klausur-Westflügel. | Brauhaus |
| 09105074                         | Berliner Straße 26 (Lage)                            | Wohnhaus | Das Haus wurde um 1766 erbaut. Das Haus gehörte dem örtlichen Bauunternehmer. Die Tür ist aus der Bauzeit. Es ist ein eingeschossiges, traufständiges Haus mit einem Mansarddach. Es hat sechs Achse, links schließt sich eine Hofeinfahrt an. Der Eingang befindet sich in der dritten Achse von links. | Wohnhaus |
| 09105378                         | Berliner Straße 72 (Lage)                            | Manufaktur der Weberkolonie | Das Fabrikantenhaus für Weber entstand 1776. Ende des 18. Jahrhunderts ging das Haus in staatlichen Besitz über. Ab 1830 war das Gebäude die Schule, in der DDR war es ein Jugendheim. Es ist ein eingeschossiges, traufständiges Haus mit elf Achsen. Der Eingang befindet sich in der mittleren Achse. Das Dach ist ein Mansarddach. Ab 1830 befand sich hier die Schule, nach dem Zweiten Weltkrieg ein Jugendheim. Heute beinhaltet das Haus ein Webermuseum. | weitere Bilder |
| 09105381                         | Berliner Straße 72 (Lage)                            | Gedenkstein für den Lehrer Eduard Wegener | Das Denkmal an den Lehrer Eduard Wegner wurde im Jahre 1926 zum 100. Geburtstag des Lehrers errichtet. Wegner veranstaltete die Schulfeste und umging damit die Tanzverbote. | Gedenkstein für den Lehrer Eduard Wegener |
| 09105650                         | Jüterboger Straße 12 (Lage)                          | Wohnhaus mit Schmiede | Das Haus wurde im Jahre 1776 oder danach errichtet. Um das Jahr 1880 wurde es ausgebaut. Es ist ein eingeschossiges Haus mit drei Achsen. | Wohnhaus mit Schmiede |
| 09105380                         | Jüterboger Straße 23, 25 (Lage)                      | Alte Grafschaft | Das Haus in der Jüterboger Straße 23, 25 wird als alte Grafschaft bezeichnet. Den Namen erhielt das Haus, da der damalige Besitzer einen Grafentitel führte. Es entstand 1776 oder kurz danach. Es ist ein eingeschossiges, traufständiges Haus mit einem Mansarddach. In der mittleren Achse befindet sich der Eingang. Rechts wurde ein Haus mit vier Achsen und einem Satteldach im späten 19. Jahrhundert angebaut. | Alte Grafschaft |
| 09105588                         | Kaltenhausener Straße 2, 3, 4, 6 (Lage)              | Gutshaus Kaltenhausen mit straßenseitiger Einfriedung, Grabstätte Paul von Bornstedt, Gutspark und Wirtschaftshof, bestehend aus drei Stallgebäuden, Scheune, Resten der Brennerei und Wohnhaus | Das Gutshaus wurde 1840 das erste Mal erwähnt. Der heutige Bau wurde von 1902 bis 1904 von den Berliner Architekten Cremer & Wolffenstein errichtet. 1945 wurde das Haus enteignet, es wurde ein Versorgungsamt daraus gemacht. Von 1950 bis 1962 befand sich eine Polytechnische Oberschule darin. | Gutshaus Kaltenhausen mit straßenseitiger Einfriedung, Grabstätte Paul von Bornstedt, Gutspark und Wirtschaftshof, bestehend aus drei Stallgebäuden, Scheune, Resten der Brennerei und Wohnhaus |
| 09106770 Teilobjekt zu: 09105588 | Kaltenhausener Straße ()                             | Grabmal | Das Grabmal befindet sich im Gutspark. Der Grabstein ist für den Bauherren Paul Bohnstedt errichtet worden. | ein Bild hochladen |
| 09106771 Teilobjekt zu: 09105588 | Kaltenhausener Straße (Lage)                         | Wohnhaus | Das Wohnhaus befindet sich auf dem Wirtschaftshof an der Straße. | BW |
| 09106772 Teilobjekt zu: 09105588 | Kaltenhausener Straße (Lage)                         | Stall | Der Stall befindet sich auf dem Wirtschaftshof links. | Stall |
| 09106773 Teilobjekt zu: 09105588 | Kaltenhausener Straße ()                             | Brennerei | Die Brennerei befindet sich auf dem Wirtschaftshof links, rückseitig an den Stall anschließend. | ein Bild hochladen |
| 09106774 Teilobjekt zu: 09105588 | Kaltenhausener Straße ()                             | Stall | Der Stall befindet sich auf der Rückseite des Wirtschaftshofes. | ein Bild hochladen |
| 09106775 Teilobjekt zu: 09105588 | Kaltenhausener Straße ()                             | Stall | Der Stall befindet sich auf dem Hof auf der rechten Seite abschließend. | ein Bild hochladen |
| 09106776 Teilobjekt zu: 09105588 | Kaltenhausener Straße ()                             | Gutspark | | ein Bild hochladen |
| 09105615                         | Kaltenhausener Straße 10/12, 14/16, 18/20, 22 (Lage) | Gutsarbeiterhäuser | Die Gutsarbeiterhäuser wurden um 1900 erbaut. Sie stehen in einer Bauflucht. Die Häuser sind eingeschossig mit einem auf der Rückseite liegenden Drempelgeschoss. | Gutsarbeiterhäuser |
| 09105758                         | Klosterstraße/Berliner Straße (Lage)                 | Pumpe, vor dem Wohnhaus | Die Pumpe entstand um 1900. Der Pumpenschaft ist aus Holz, Schwengel und Ausfluss aus Metall. Die Pumpe diente zur Wasserversorgung vor dem Bau einer Wasserleitung. Von 1958 bis 1960 wurde eine zentrale Wasserversorgung gebaut, die Pumpen des Ortes wurden abgebaut. Diese Pumpe ist die letzte in Kloster Zinna. Die Pumpe wurde im Jahre 2012 von der Bahnhofstraße 14 an die Ecke Klosterstraße/Berliner Straße transloziert. | Pumpe, vor dem Wohnhaus |
| 09105852                         | Klosterstraße 66 (Lage)                              | Wohnhaus | Das Haus wurde um 1880 errichtet. Es ist Teil eines Doppelhauses. Das Haus ist vollständig erhalten und ein Dokument der damaligen Bebauung. | Wohnhaus |
| 09105379                         | König-Friedrich-Platz 7 (Lage)                       | Oberförsterei | Das Haus liegt auf der Westseite des Marktes. Es entstand im Jahre 1767: eingeschossig, neun- und vierachsig, Mansardwalmdach. Bereits im 18. Jahrhundert war die Oberförsterei eine Beherbergungsstätte zum Beispiel für den König, wenn er Kloster Zinna besuchte. Die ehemaligen Wandbespannungen befinden sich in Berlin im Schloss Friedrichsfelde, die Tür im Stil des Rokoko ist erhalten geblieben. Heute befindet sich hier ein Hotel. | Oberförsterei |
| 09106716 Teilobjekt zu: 09105379 | Mittelstraße (Lage)                                  | Seitenflügel | Vierachsige Seitenfassade zur Mittelstraße. Stallgebäude zur Mittelstraße mit Fugenschnitt gegliedert. Rückfront backsteinsichtig. 1784 Anbau u.a. des anschließenden Stallgebäudes in der Mittelstraße. Veränderungen der Innenstruktur im 19. und 20. Jh. | Seitenflügel |
| 09105826                         | Mittelstraße 18 (Lage)                               | Wohnhaus | Das Haus wurde 1770 erbaut. Es ist ein traufständiges, eingeschossiges Haus mit einem Krüppelwalmdach. Das Haus ist im Jahre 2013 unbewohnt und eine Ruine. | Wohnhaus |

### Markendorf
Markendorf wird das erste Mal im Jahre 1368 erwähnt. Allerdings sind nordwestlich des Ortes Kreisgräber aus der Bronzezeit gefunden worden. Im Dreißigjährigen Krieg brannten die Kirche und die Schule ab. Der Ort war fast unbewohnt. Das Gut wurde 1665 gegründet. Wichtig für die Entwicklung des Dorfes war die Errichtung eines Pionier-Übungsplatzes am Anfang des 20. Jahrhunderts. Hier wurden Landminenversuche veranstaltet und Kampfgas erprobt. Im Jahre 1921 siedelten Vertriebene aus dem Elsass nordöstlich von Markendorf in der Siedlung.
| ID-Nr.                           | Lage                                  | Bezeichnung | Beschreibung | Bild               |
| -------------------------------- | ------------------------------------- | --- | --- | ------------------ |
| 09105144                         | Markendorf Dorfstraße 10 (Lage)       | Dorfkirche | Die evangelische Kirche stammt im Ursprung aus dem 2. Drittel des 13. Jahrhunderts. Von 1663 bis 1667 (nach dem Dreißigjährigen Krieg) wurde die Kirche nach Zerstörung im Krieg wieder aufgebaut. Der barocke Fachwerkturm wurde 1996 durch Blitzschlag beschädigt. Es ist eine Kirche mit einem ins Dach eingezogenen Westturm. In der Kirche befindet sich eine barocke Grabplatte für Caspar Friedrich von Stutterheim (1659–1701) und dessen Frau. Die Orgel wurde 1904 hergestellt. Die Glocke wurde 1844 gegossen. | weitere Bilder     |
| 09106158 Teilobjekt zu: 09105144 | Markendorf Dorfstraße 10 (Lage)       | Orgel | | BW                 |
| 09106179 Teilobjekt zu: 09105144 | Markendorf Dorfstraße 10 (Lage)       | Glocke | | BW                 |
| 09105932                         | Markendorfer Dorfstraße 31 (Lage)     | Gehöft, bestehend aus Wohnhaus, Stallgebäude und Scheune                                                                                            | Das Gehöft gehört zu einem Mittelbauern. Das Wohnhaus wurde in der zweiten Hälfte des 18. Jahrhunderts errichtet. Es ist ein zweigeschossiges, giebelständiges Haus mit einem Satteldach. Im Inneren befand sich eine Schwarze Küche. Zum Gehöft gehören ein zweigeschossiger Stall aus der Zeit um 1900 und ein Stall aus dem Jahr 1926. | weitere Bilder     |
| 09107130 Teilobjekt zu: 09105932 | Markendorfer Dorfstraße 31 (Lage)     | Wohnhaus | | BW                 |
| 09107131 Teilobjekt zu: 09105932 | Markendorfer Dorfstraße 31 ()         | Stall | Der Stall befindet sich an der linken Hofseite. | ein Bild hochladen |
| 09107132 Teilobjekt zu: 09105932 | Markendorfer Dorfstraße 31 (Lage)     | Scheune | Die Scheune liegt an der Rückseite des Hofes. | BW                 |
| 09105657                         | Markendorfer Gutshof 1-3, 6, 7 (Lage) | Gutsanlage, bestehend aus Gutshaus, Torgebäude, Stallgebäude und Scheune                                                                            | Das Gut wurde 1665 aus drei Hüfner- und einer Kossätenstelle gegründet. Das Gutshaus wurde gegen Ende des 18. Jahrhunderts erbaut. Es ist ein zweigeschossiger Bau mit Walmdach. Vor der Eingangstür in der Mittelachse befindet sich eine Freitreppe. Um das Jahr 1900 wurde das Gutshaus um eingeschossige Trakte erweitert. Zum Gut gehören noch Wirtschaftsgebäude. | weitere Bilder     |
| 09106815 Teilobjekt zu: 09105657 | Markendorfer Gutshof 6 ()             | Herrenhaus | | ein Bild hochladen |
| 09106041 Teilobjekt zu: 09105657 | Markendorfer Gutshof 1 ()             | Stall | | ein Bild hochladen |
| 09106816 Teilobjekt zu: 09105657 | Markendorfer Gutshof 3 ()             | Scheune | Die Scheune befindet sich im Norden des Gutshofes. | ein Bild hochladen |
| 09106817 Teilobjekt zu: 09105657 | Markendorfer Gutshof 2, 7 ()          | Torhaus | Das Torhaus liegt an der Südseite des Gutshofes. | ein Bild hochladen |
| 09106439                         | (Lage)                                | Bestandteile des Truppenübungsplatzes Markendorf: Großes Fort, Kleines Fort, zwei Brückenwiderlager, Beobachtungstürme 1 und 2, Beobachtungstribüne | Die Gründung des Truppenübungsplatzes ist unbekannt, vermutet wird er um 1900. 1909 wird ein Pionierübungsplatz erwähnt. Im Jahre 1910 wurden französische Festungsanlage nachgebaut um deren Zerstörung zu üben. Nach dem Ersten Weltkrieg wurde der Truppenübungsplatz geschleift, in der NS-Zeit wurde er wieder als Bombenabwurfplatz genutzt. 1949 wurde das Gelände von der sowjetischen Armee übernommen. Erhalten geblieben ist ein Beobachtungsstand auf einer Anhöhe, er wird auch „Honeckerturm“ genannt.      | BW                 |
| 09106440 Teilobjekt zu: 09106439 | ()                                    | Festungswerk | Lage UTM-Koordinaten Zone 33 ETRS89: 3376482,44318(E); 5763060,31066(N) | ein Bild hochladen |
| 09106441 Teilobjekt zu: 09106439 | ()                                    | Festungswerk | Lage UTM-Koordinaten Zone 33 ETRS89: 3376948,2828(E),5762554,39216(N) | ein Bild hochladen |
| 09106442 Teilobjekt zu: 09106439 | ()                                    | Brückenwiderlager | Lage UTM-Koordinaten Zone 33 ETRS89: 3376797,27365(E), 5763129,40595(N) | ein Bild hochladen |
| 09106443 Teilobjekt zu: 09106439 | ()                                    | Beobachtumsturm | Lage UTM-Koordinaten Zone 33 ETRS89: 3375665,86321(E), 5765120,50493(N) | ein Bild hochladen |
| 09106444 Teilobjekt zu: 09106439 | ()                                    | Beobachtumsturm | Lage UTM-Koordinaten Zone 33 ETRS89: 3375898,25604(E), 5765260,55398(N) | ein Bild hochladen |
| 09106445 Teilobjekt zu: 09106439 | (Lage)                                | Beachtungstribüne | Lage UTM-Koordinaten Zone 33 ETRS89: 3375813,06805(E), 5764360,55994(N) | BW                 |

### Neuheim
Der Ort wurde bereits 1170 als Dorf Zinna erwähnt. Er gehört damals bereits zum Kloster Zinna. In den Jahren 1413 und 1417 wurde das Dorf geplündert. In den Jahren 1642 1709, 1760, 1866 und 1875 gab es größere Brände, die wesentliche Teile des Dorfes zerstörten. Ab 1864 prägte der Truppenübungsplatz die Gemarkung um das Dorf Zinna. 1937 musste das Dorf wegen einer Erweiterung des Truppenübungsplatzes verlassen werden, die Häuser blieben aber stehen. Sie wurden als Wohnhäuser der Arbeiter des Militärlagers genutzt. Nach dem Zweiten Weltkrieg kamen Flüchtlinge aus Gablonz in den Ort und gründeten eine Schmuckherstellung aus Glas. 1950 wurde daraus die VEB Gablona-Schmuckwaren.
| ID-Nr.                           | Lage           | Bezeichnung | Beschreibung | Bild           |
| -------------------------------- | -------------- | ----------- | --- | -------------- |
| 09105146                         | Neuheim (Lage) | Dorfkirche  | Die ehemalige Kirche ist heute eine Feierhalle. Erbaut wurde die Kirche Anfang des 13. Jahrhunderts, der Fachwerkturm wurde später angefügt. Nachdem 1937 das Militär den Ort Neuheim übernommen hatte, zerfiel die Kirche, 1963 wurde sie wiederhergestellt. Als das Dorf 1937 verlassen wurde, gingen wesentliche Teile der Ausstattung verloren. Erhalten sind zwei Grabsteine aus dem 17. und 18. Jahrhundert. | weitere Bilder |
| 09106180 Teilobjekt zu: 09105146 | (Lage)         | Orgel       | | BW             |

### Neuhof
Neuhof liegt etwa 6,5 Kilometer nordwestlich von Jüterbog. Erstmals wird Neuhof im Jahre 1170 als „nova curia“ erwähnt. Im Jahre 1413 wird der Ort als Dorf erwähnt.
| ID-Nr.                           | Lage            | Bezeichnung | Beschreibung | Bild           |
| -------------------------------- | --------------- | ----------- | --- | -------------- |
| 09105446                         | Neuhof (Lage)   | Dorfkirche  | Die evangelische Dorfkirche wurde Ende des 14. Jahrhunderts erbaut. Im Inneren ein Kanzelaltar aus der Zeit um 1700. | weitere Bilder |
| 09106050 Teilobjekt zu: 09105446 | Neuhof (Lage)   | Orgel       | | BW             |
| 09105958                         | Neuhof 3 (Lage) | Wohnhaus    | Das Wohnhaus ist Teil eines Gehöftes. Es wurde Anfang des 20. Jahrhunderts erbaut.                                   | Wohnhaus       |

### Werder
Die Gründung des Ortes liegt in der 12. oder 13. Jahrhundert. Zu dieser Zeit gehörte das Dorf zum Kloster Zinna. Nach der Auflösung des Klosters Zinnas gehörte der Ort zum Amt Werder. Im Jahre 1642 brannte das Dorf ab und fiel teilweise wüst. Ab der Mitte des 18. Jahrhunderts wurde der Ort wieder besiedelt. Im Rahmen des Baues der Königlich Preußischen Militäreisenbahn erhielt der Ort einen Bahnhof, der allerdings weit außerhalb des Ortes liegt. Das Militär prägte Werder im 20. Jahrhundert, vor dem Zweiten Weltkrieg war hier in der Nähe ein Bombenabwurfplatz, nach dem Zweiten Weltkrieg war das Gebiet um Werder ein Übungsgelände des Warschauer Pakts.
| ID-Nr.                           | Lage             | Bezeichnung                                                                            | Beschreibung | Bild                                                                                   |
| -------------------------------- | ---------------- | -------------------------------------------------------------------------------------- | --- | -------------------------------------------------------------------------------------- |
| 09105544                         | (Lage)           | Dorfkirche                                                                             | Die evangelische Kirche entstand im späten 12. Jahrhundert. Im Mittelalter gab es weitere Bauphasen. Im Inneren befindet sich eine Kanzel aus der Zeit Anfang des 18. Jahrhunderts und eine Truhe aus dem 13. Jahrhundert. Der Taufstein ist ebenfalls aus dem 13. Jahrhundert. Die Glocke wurde in der zweiten Hälfte des 13. Jahrhunderts gegossen.                                                    | weitere Bilder                                                                         |
| 09106163 Teilobjekt zu: 09105544 | (Lage)           | Orgel                                                                                  | | Orgel                                                                                  |
| 09106186 Teilobjekt zu: 09105544 | (Lage)           | Glocke                                                                                 | | BW                                                                                     |
| 09105759                         | Werder 8 (Lage)  | Gehöft                                                                                 | Das Gehöft ist ein Vierseithof und liegt gegenüber der Kirche. Das Wohnhaus des Gehöftes wurde im Jahre 1896 errichtet. Die Fassade ist vollständig erhalten. Es ist ein zweigeschossiger Ziegelbau mit einem Satteldach. Das Haus hat sieben Achsen, der Eingang befindet sich in der dritten Achse. Zu dem Gehöft gehören noch zwei Stallgebäude, beide wurden gegen Ende des 19. Jahrhunderts erbaut. | Gehöft                                                                                 |
| 09106979 Teilobjekt zu: 09105759 | Werder 8 (Lage)  | Wohnhaus                                                                               | | BW                                                                                     |
| 09106980 Teilobjekt zu: 09105759 | Werder 8 (Lage)  | Stall                                                                                  | Der Stall befindet sich auf der linken Hofseite. Erbaut wurde der Stall nach einer Datierung im Jahr 1896. Es ist ein 1½-geschossiger massiver Bau aus Ziegel mit einem Satteldach. | BW                                                                                     |
| 09106981 Teilobjekt zu: 09105759 | Werder 8 (Lage)  | Stall                                                                                  | Der Stall befindet sich auf der rechten Hofseite.Es ist ein 1½-geschossiger massiver Bau aus Ziegel mit einem Satteldach. | BW                                                                                     |
| 09106982 Teilobjekt zu: 09105759 | Werder 8 (Lage)  | Torhaus                                                                                | | BW                                                                                     |
| 09106983 Teilobjekt zu: 09105759 | Werder 8 (Lage)  | Scheune                                                                                | Die Scheune schließt den Hof rückseitig ab. | BW                                                                                     |
| 09105744                         | Werder 15 (Lage) | Gehöft, bestehend aus Wohnhaus, Torhaus, linkem und rechtem Seitenflügel sowie Scheune | Ursprünglich war der Vierseithof im Besitz eines Büdners. Nach der Separation Ende des 19. Jahrhunderts wurde der Landbesitz ausgedehnt. Das Wohnhaus entstand Anfang des 19. Jahrhunderts. Zu dem Gehöft gehören zwei zweigeschossige Stallgebäude. Das linke Stallgebäude wurde um 1890 erbaut, dass rechte in den Jahren 1911/1912.                                                                   | Gehöft, bestehend aus Wohnhaus, Torhaus, linkem und rechtem Seitenflügel sowie Scheune |
| 09106962 Teilobjekt zu: 09105744 | Werder 15 (Lage) | Wohnhaus                                                                               | | BW                                                                                     |
| 09106963 Teilobjekt zu: 09105744 | Werder 15 (Lage) | Torhaus                                                                                | | BW                                                                                     |
| 09106964 Teilobjekt zu: 09105744 | Werder 15 (Lage) | Stall                                                                                  | Der Stall befindet sich auf der linken Hofseite. | BW                                                                                     |
| 09106965 Teilobjekt zu: 09105744 | Werder 15 (Lage) | Stall                                                                                  | Der Stall befindet sich auf der rechten Hofseite. | BW                                                                                     |
| 09106966 Teilobjekt zu: 09105744 | Werder 15 (Lage) | Scheune                                                                                | Die Durchfahrtscheune schließt den Hof rückseitig ab. Erbaut wurde die Scheune im ersten Viertel des 19. Jahrhunderts, 1911 erfolgte ein Umbau. Die Scheune ist teilweise massiv und teilweise aus Fachwerk erbaut worden, das Dach ist ein Satteldach. | BW                                                                                     |

## Ehemalige Baudenkmale
| ID-Nr.   | Lage                             | Bezeichnung                                                 | Beschreibung | Bild                                       |
| -------- | -------------------------------- | ----------------------------------------------------------- | ------------ | ------------------------------------------ |
| 09105459 | Jüterbog, Markt 12 (Lage)        | Gasthaus, Grundstruktur, Fassade, Dachform                  |              | Gasthaus, Grundstruktur, Fassade, Dachform |
|          | Jüterbog, Mönchenstraße 3 (Lage) | Wohnhaus, Grundstruktur                                     |              | Wohnhaus, Grundstruktur                    |
|          | Kloster Zinna (Lage)             | Grab eines italienischen Kriegsgefangenen, auf dem Friedhof |              | BW                                         |